# Awaren

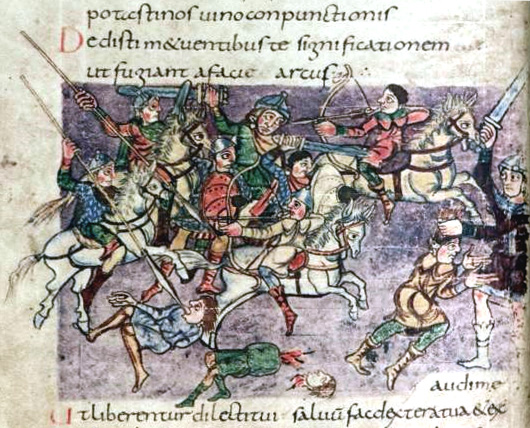
Fränkische Panzerreiter im Kampf mit Awaren (Stuttgarter Psalter, frühes 9. Jahrhundert)

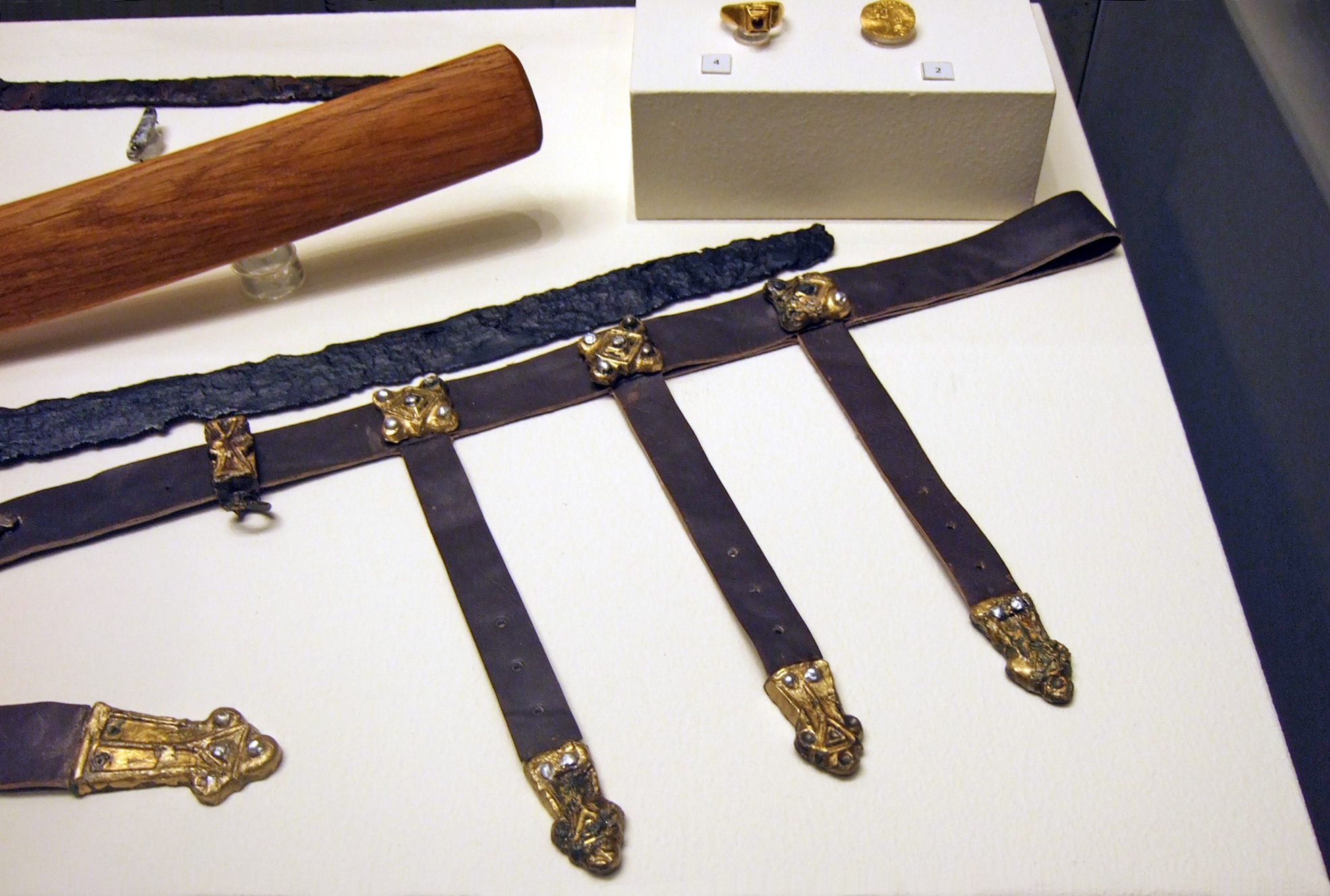
Awarisches Statussymbol: mehrteilige Gürtelgarnitur

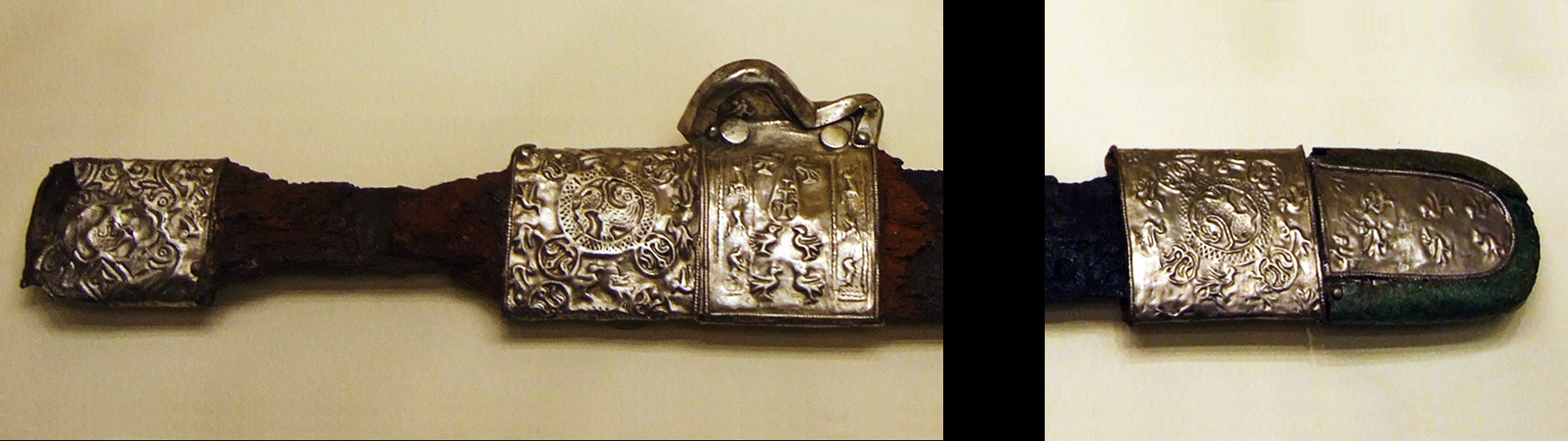
Schwert eines Kriegers

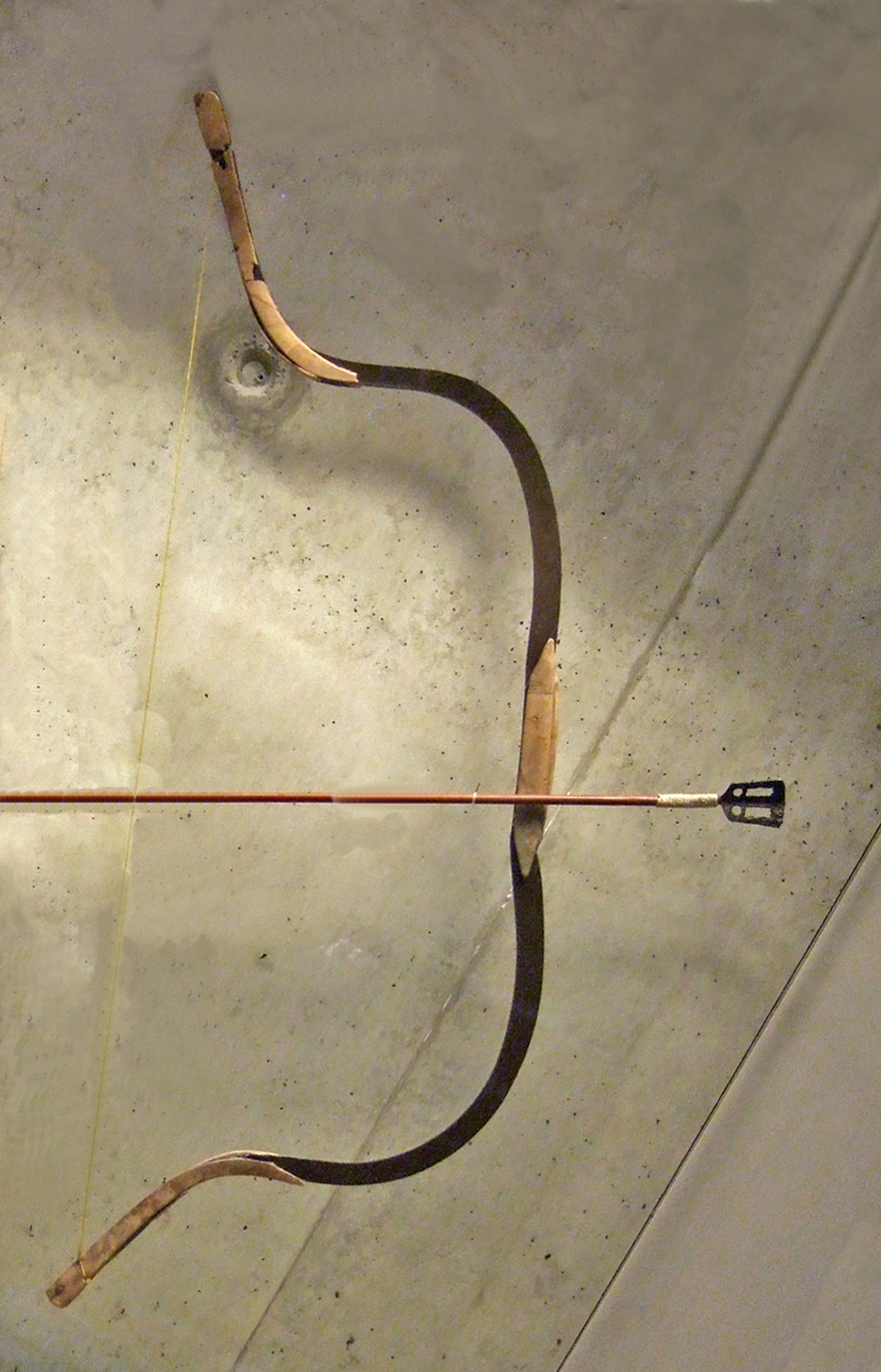
Reflexbogen vom awarischen Gräberfeld Gyenesdiás

Die Awaren (auch Avaren) waren im Frühmittelalter Herrscher über ein Steppenreich mit dem Schwerpunkt in der Pannonischen Tiefebene. Ihr Herrschaftsgebiet umfasste den Ostteil Österreichs, die heutigen Länder Ungarn, Slowakei, Slowenien, große Teile von Tschechien, sowie Teile von Rumänien, Kroatien, Serbien, Bosnien und Herzegowina, Montenegro, Moldawien und Bulgarien und den äußersten Westen der Ukraine und äußersten Süden von Polen. Über 200 Jahre lang waren sie der wichtigste Machtfaktor zwischen dem Fränkischen und dem Byzantinischen Reich. Sie gingen aus einem Bündnis verschiedener Stämme und Reitervölker hervor und standen in Verbindung mit Slawen und anderen Völkern aus Zentral- und Ostasien.
Den Status als Aware oder Slawe bestimmte später nicht die ethnische Zugehörigkeit, sondern das soziale Prestige. Nach zeitgenössischen Quellen bildeten die Awaren eine herrschende, aber zahlenmäßig geringe Oberschicht in ihrem Reich. Nach den Eroberungskriegen Karls des Großen verloren die Awaren zu Beginn des 9. Jahrhunderts ihre politische Bedeutung, kurz darauf auch ihre kulturelle Identität.

## Herkunft
Der byzantinische Historiker Theophylaktos Simokates beschreibt die Awaren, die im 6. Jahrhundert erstmals mit dem Byzantinischen Reich in Kontakt traten, als Föderation zweier ostasiatischer Stämme: den Uar (oder Var) und den Kunni (oder Khuni). Diese These wurde in Europa bis ins 18. Jahrhundert unreflektiert übernommen.
Sie wurde erstmals vom französischen Orientalisten Joseph de Guignes (1721–1800) in Frage gestellt; er deutete die Awaren als ehemalige Mitglieder der Stammesföderation Rouran (chinesisch 柔然, mit ihrerseits unbestimmter Sprache). Er begründete dies unter anderem mit der Chronologie der historischen Ereignisse, mit der Gewohnheit sowohl der Awaren wie auch der Rouran, ihre Haare zu Zöpfen zu flechten und mit etymologischen Argumenten; das chinesische Geschichtsbuch Liáng Shū (梁書) beschreibt nämlich, dass es bei den Rouran einen Stamm der War gab. Zahlreiche Historiker übernahmen in der Folge die Rouran-Theorie; sie kann heute als vorherrschend bezeichnet werden. Für den französischen Historiker René Grousset sind die Awaren, wenn sie keine Rouran sein sollten, Hephthaliten („weiße Hunnen“). Auch der deutsche Sprachwissenschaftler Harald Haarmann setzt die Awaren mit den Hephthaliten gleich.
Nach der Encyclopædia Iranica gehörten die Awaren, wie auch die späteren Mongolen, zu der Nomadenkonföderation Xianbei und waren „ohne Zweifel der erste von westlichen Historikern geschichtlich erfasste ostasiatische Stamm“. Die mögliche mongolische Herkunft der Awaren wird von einigen Sprachwissenschaftlern unterstützt: Sowohl für den französischen Orientalisten Paul Pelliot wie auch für den deutschen Turkologen Karl Heinrich Menges ist das Awarische eine mongolische Sprache, jedoch ist diese Ansicht umstritten.
Manche Linguisten und Historiker favorisieren eine tungusische Herkunft. Andere Forscher gehen davon aus, dass die Awaren turksprachig waren oder zumindest ein Teil der Awaren einem Turkvolk angehörten (dann wahrscheinlich dem oghurischen Sprachzweig). In der Forschung wird aber auch eine Mehrsprachigkeit bzw. ein Sprachwechsel von Awaren vertreten, was eine genaue Zuordnung erschwert.
Laut Florin Curta et al. waren die Awaren kein homogener Stammesverband. Sie finden Indizien, dass iranischsprachige Verbände Teil der Awaren-Konföderation waren. Auch die Linguistin Johanna Nichols vermutete, dass die Herrscherschicht der Awaren eine iranische Sprache benutzte. Unterstützt wird ihre Hypothese von iranischen Lehnwörtern in lokalen slawischen Sprachen und Ortsnamen in dem Gebiet der Awaren.
Heršak und Silić et al. bezeichnen die Awaren ebenfalls als heterogenen Stammesverband, kommen aber zu dem Schluss, dass die Kerngruppe aus oghurischen Turkvölkern bestand, die im Laufe ihrer Migration kleinere germanische und slawische Stämme assimilierten.
Funde wie jene des ungarischen Archäologen Csanád Bálint belegen zumindest die geographische Herkunft der Awaren, nämlich aus Ostasien bzw. Sibirien und damit aus dem Gebiet der Rouran bzw. Hephtaliten.

### Genetische Untersuchungen
Nach manchen genetischen Forschungen sollen die Awaren aus dem Inneren Asiens stammen (Mongolei und nördliches China), da die weibliche mitochondriale-DNA-Variabilität untersuchter Proben mehrheitlich (64 %) zu asiatischen Haplogruppen gehört. Demnach zeigen die untersuchten Awaren eine enge Verwandtschaft zu heutigen Kasachen, Mongolen, tungusischen Völkern sowie Han-Chinesen.
Genomanalysen von Awarengräbern in Österreich und Ungarn (Post et al. 2019) zeigten, dass die Awaren hauptsächlich der väterlichen Y-DNA Haplogruppe N angehörten. Diese hat ihren Ursprung im nordöstlichen China (Mandschurei) und wird heute hauptsächlich in Turkvölkern Sibiriens und Chinas gefunden sowie in uralischen Völkern Nordasiens. In Stichproben aus Österreich und aus solchen ungarischer Abstammung kommt die awarische N-Linie heute in etwa 4 bis 7 % (Österreich) bzw. 3 bis 4 % (Magyaren) vor. Eine kleinere Anzahl an Proben, die den Awaren zugerechnet werden, gehörten der Haplogruppe R1a (R1a-Z94) und J (J1a und J2b) an, die iranischen Gruppen zugerechnet wird.

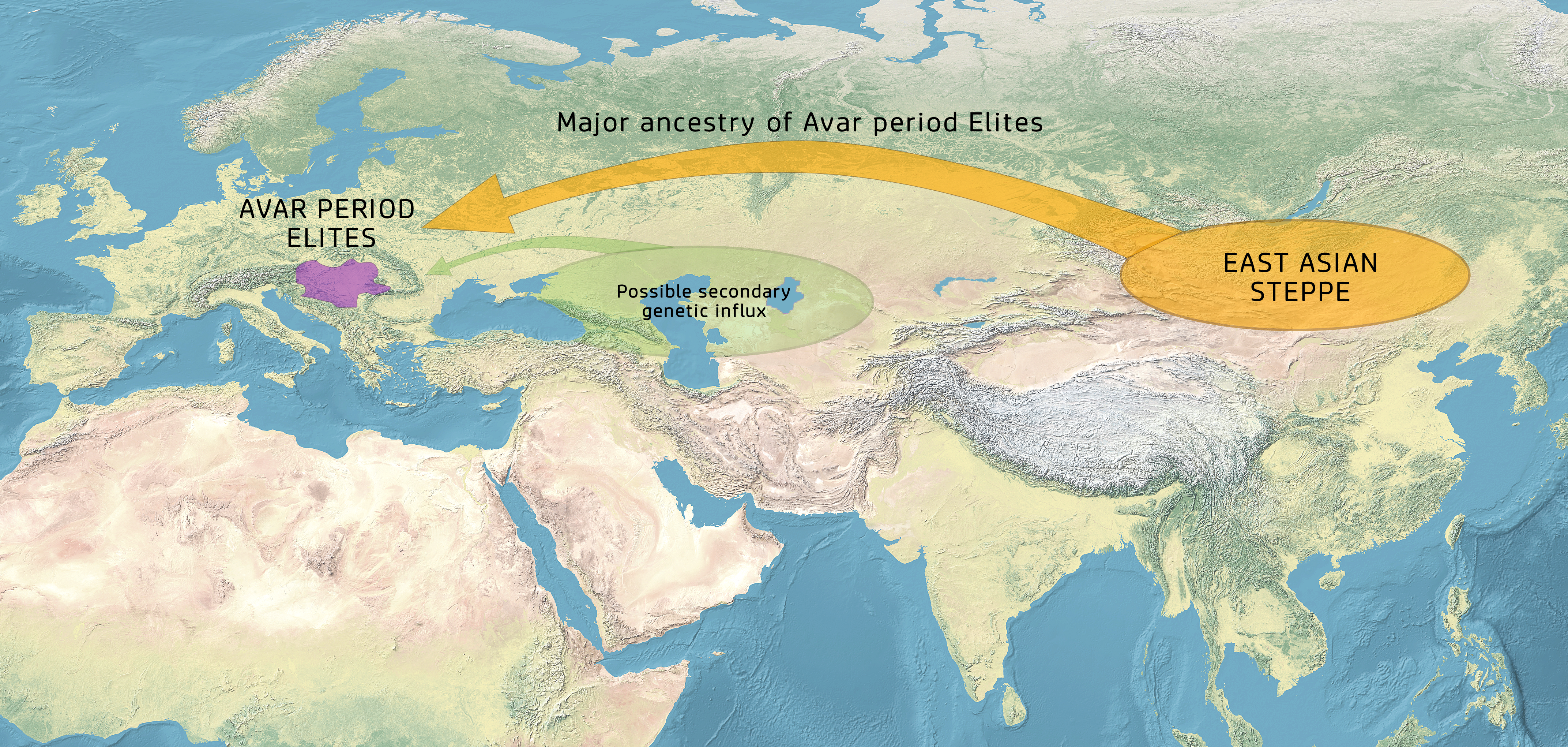
Herkunft der Awaren basierend auf genetischen und historischen Daten. Demnach stammt die Awarenelite mehrheitlich von ostasiatischen Nomaden ab, hatte jedoch auch eine skytho-iranische Komponente.

Die Personen ostasiatischer Herkunft, die in prunkvollen Gräbern der frühen Awarenzeit bestattet wurden, waren einer Studie aus dem Jahr 2022 zufolge wahrscheinlich aus dem Gebiet der Rouran nach Europa migriert, nachdem deren Herrschaft Mitte des 6. Jahrhunderts zusammengebrochen war. Personen aus Gräbern in Randsiedlungsgebieten und späteren Zeitabschnitten wiesen eine heterogenere Herkunft auf. Diese Befunde deuten darauf hin, dass die eingewanderte awarische Elite durch Unterstützung einer heterogenen lokalen Elite über eine genetisch diverse Bevölkerung herrschte.
Eine 2022 veröffentlichte Studie ausgesuchter Proben (neun aus der Zeit der Hunnen, 143 aus der Zeit der Awaren und 113 aus der Zeit der ungarischen Eroberung) stellte fest, dass Hunnen und Awaren „verwandter Herkunft“ seien („related ancestry“). Die Mehrheit der aus Gräbern der Elite stammenden Proben waren ostasiatischen Ursprungs und wahrscheinlich der Kern der immigrierenden Gruppe, die auch die Herrscherschicht bildete. Die Mehrheit der Proben aus Gräbern der einfachen Bevölkerung waren lokalen Ursprungs, wobei es auch zur Vermischung beider Gruppen kam. Demnach bildeten Menschen „einheimischer europäischer“ Herkunft („native European ancestry“) die Mehrheit der Bevölkerung, jedoch konnte sich die ostasiatische Prägung der Awarenelite lange halten und ging erst nach dem Zerfall des Awarenreichs in der Mehrheitsbevölkerung auf. Des Weiteren zeigte eine Minderheit von Proben aus Elitegräbern einen iranischen Ursprung auf, was der Studie zufolge auf eine zweite Komponente der migrierenden Awaren hindeute, die in Verbindung zu den Skythen sowie den Alanen oder Sarmaten Zentralasiens, erklärbar ist. Demnach schlossen sich iranische Nomaden während ihrer Migration der Rouran Richtung Europa an. Eine 2024 veröffentlichte Studie zu den sozialen und gesellschaftlichen Praktiken im Awarenreich kam zur Erkenntnis, dass die Awaren einem strengen patrilinealen System folgten (Levirat). Demnach spielte die Herkunft und soziale Abstammung eine große Rolle. Die Auswertung der genetischen Daten unterstützte die These, dass die Elite der Awaren von den Rouran aus der heutigen Mongolei abstamme, die nach dem Fall des Rouranreichs durch Zentralasien bis nach Europa migrierte.
DNA-Analysen etwa von Skeletten aus Gräberfeldern helfen zwar bei der Erforschung, weisen ihrerseits aber ebenfalls Probleme auf, da Grabfunde nicht immer eindeutige Zuordnungen erlauben und genetische Befunde an sich wiederum nichts über die kulturelle Identität aussagen. Insofern ist die Kooperation zwischen Paläogenetikern, Archäologen und Historikern wichtig, um die verschiedenen Ergebnisse in einen gesamtheitlichen Kontext einbetten zu können.

### Historische Entwicklung
Die exakte Herkunft jenes Volkes, das im 6. Jahrhundert nördlich des Schwarzen Meeres in Erscheinung trat und bald darauf ein bis ins 9. Jahrhundert bestehendes Reich zwischen Alpen und Karpaten begründete, ist jedoch insofern nur von eingeschränkter Bedeutung, als es im Laufe der kommenden 250 Jahre zunehmend ethnisch heterogen wurde. Der Begriff „Aware“ wurde mit hoher Wahrscheinlichkeit bereits ab etwa 600 synonym für die Oberschicht des Awarischen Reiches verwendet und sagte somit immer weniger über die Herkunft als über den Status einer Person aus. Im 7. Jahrhundert bezeichneten sich auch Bulgaren, Gepiden und Slawen des Awarenreiches als Awaren, sobald sie zur herrschenden Klasse aufsteigen konnten. Die Anzahl der landnehmenden Awaren wird auf 200.000 bis 250.000 Menschen geschätzt, die slawischen, germanischen und provinzialrömischen Volkselemente inbegriffen, die an der Wanderung freiwillig oder unfreiwillig teilnahmen. Awaren i. e. S. waren vermutlich nur rund 100.000.

## Geschichte

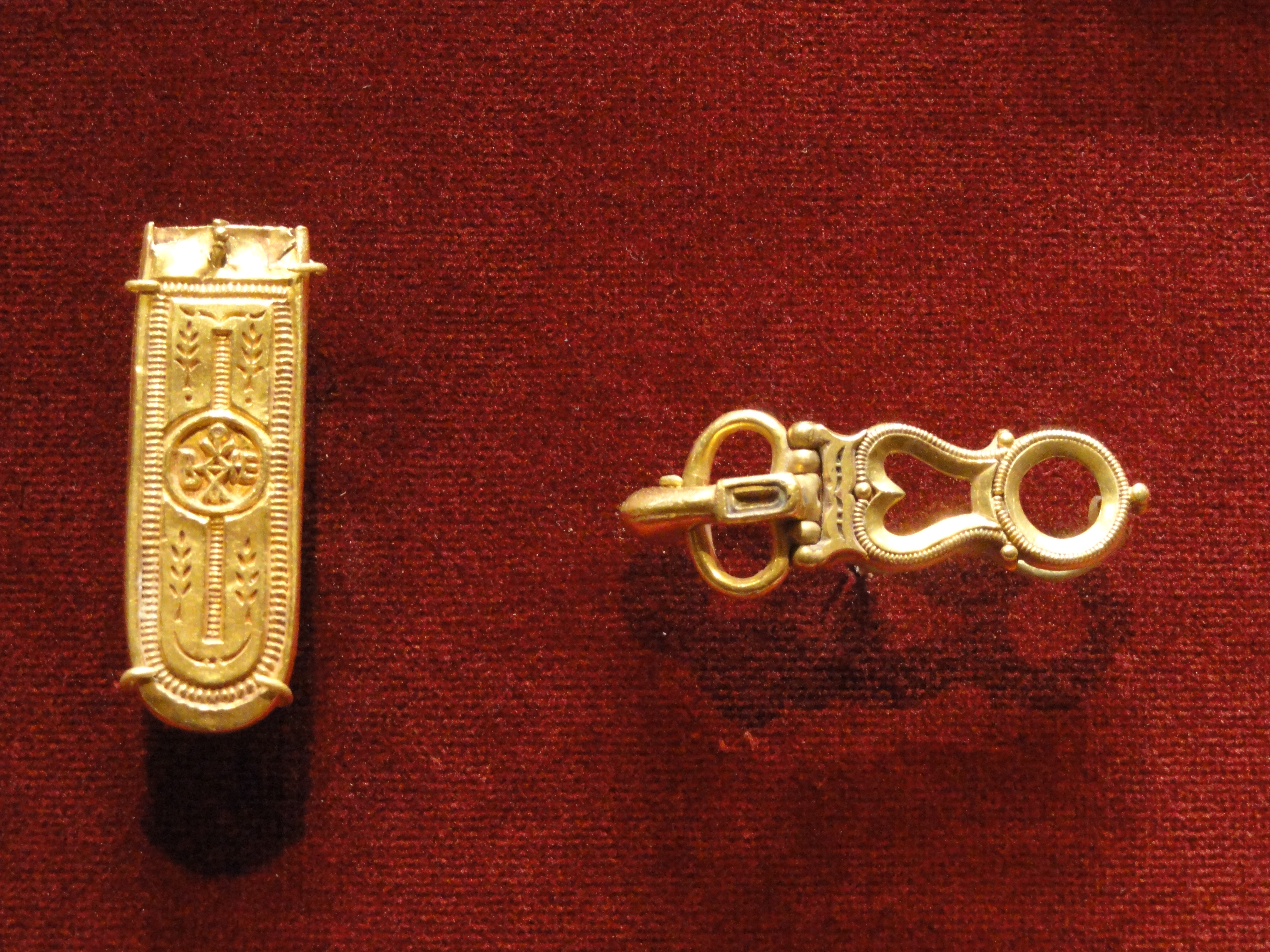
Awarische Gürtelschnallen aus dem 7. Jahrhundert

### Awarische Frühzeit (bis 561)
Nach 555 zogen die Awaren (vielleicht Reste der Rouran) unter dem Druck der Kök-Türken (siehe Sizabulos) nach Westen. Spätestens 557 befanden sie sich im Steppengebiet des späteren Südrusslands und der Ukraine. Der awarische Botschafter Kandich stellte mit Hilfe der Sarmaten (vermutlich Alanen) Kontakt mit Kaiser Justinian I. her, und es kam im Januar 558 zu einem Treffen in Konstantinopel. Dabei wurde ein Vertrag geschlossen, der in dieser Form zwar nur bis 565 hielt, aber die Grundlage für weitere Verträge bis 626 bildete. Im Kern besagten alle diese Verträge, dass das Byzantinische Reich Tribut an die Awaren zu zahlen hatte, diese wiederum Byzanz nicht angreifen – anfangs sogar den Byzantinern in ihren Kriegen beistehen sollten. Die anfänglichen Beträge sind nicht exakt bekannt, es dürfte sich jedoch vorwiegend um Schmuck und andere Wertgegenstände gehandelt haben. Im Laufe der Jahre stiegen die Zahlungen von anfangs 80.000 Solidi pro Jahr (ab 574), auf 100.000 (ab 585), 120.000 (ab 598), 150.000 (ab 604), 180.000 (ab 619) und zuletzt auf 200.000 Solidi pro Jahr (ab 623). Aus der Warte der Oströmer waren die Awaren ab 558 Foederaten des Byzantinischen Reichs.
Um 560 besiegten die Awaren die Protobulgaren am Schwarzen Meer, zogen aber wegen der sie verfolgenden Göktürken weiter in Richtung Balkan.

### Übernahme der Herrschaft in Pannonien (562 bis 568)

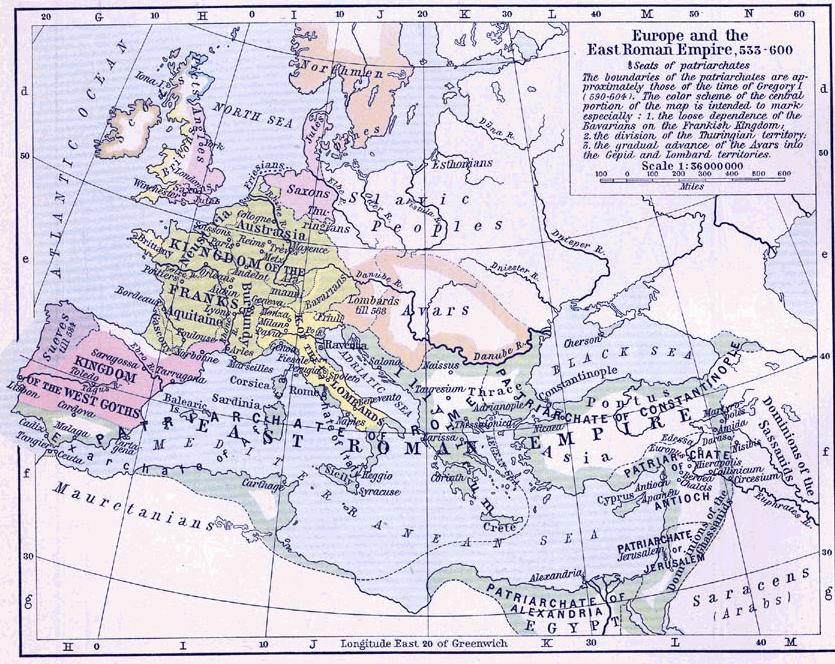
Europa im 6. Jahrhundert

In den Jahren 562 und 566 kam es zu Schlachten zwischen den Awaren unter Baian und den Franken unter Sigibert I.; in der ersten Schlacht unterlagen die Awaren, in der zweiten waren sie siegreich. Möglicherweise handelten sie dabei auf byzantinische Weisung, um eine weitere Front gegen die Franken zu eröffnen, mit denen Byzanz zu diesem Zeitpunkt in Norditalien im Krieg lag. Nach seiner Niederlage schloss Sigibert einen Friedensvertrag mit den Awaren. Damit war das westliche Grenzgebiet des kurz darauf entstehenden Awarenreichs diplomatisch gesichert.
Nachdem sie im Jahr 567 gemeinsam mit den Langobarden das Reich der Gepiden, das sich im späteren Siebenbürgen befand, zerstört hatten, ließen sie sich vor allem in der Pannonische Tiefebene nieder und übernahmen die Herrschaft über Pannonien von den nach Italien abziehenden Langobarden. Schon früh fand dort eine Besiedlung mit tributpflichtigen Slawen statt, wie unter anderem Grabfunde aus Hennersdorf bei Wien zeigen. Die Awaren vermischten sich aber wohl auch mit den in der ungarischen Tiefebene verbliebenen Resten der Hunnen.
Nur ein Jahr nach der Vertreibung der Gepiden zogen auch die Langobarden unter Alboin und damit der letzte germanische Stamm der gesamten Region Richtung Italien. Das Reich der Langobarden blieb bis zu seinem Untergang im Jahr 774 einer der wichtigsten Verbündeten der Awaren. Alboin überließ mit dem Abzug seines Stammes den Awaren die Herrschaft über das gesamte Karpatenbecken und den Donauraum. Die dadurch ausgelöste Wanderlawine markiert übrigens das Ende der Völkerwanderungszeit und den Anbruch des Mittelalters. Aus der Sicht der Awaren handelte es sich um die Landnahme; von hier aus beherrschten sie etwa 250 Jahre lang ein Reich, das im Westen an das Fränkische Reich und im Süden an Byzanz grenzte. Nördlich und östlich der Awaren siedelten Slawen.

### Erster Höhepunkt der Macht (569 bis 591)

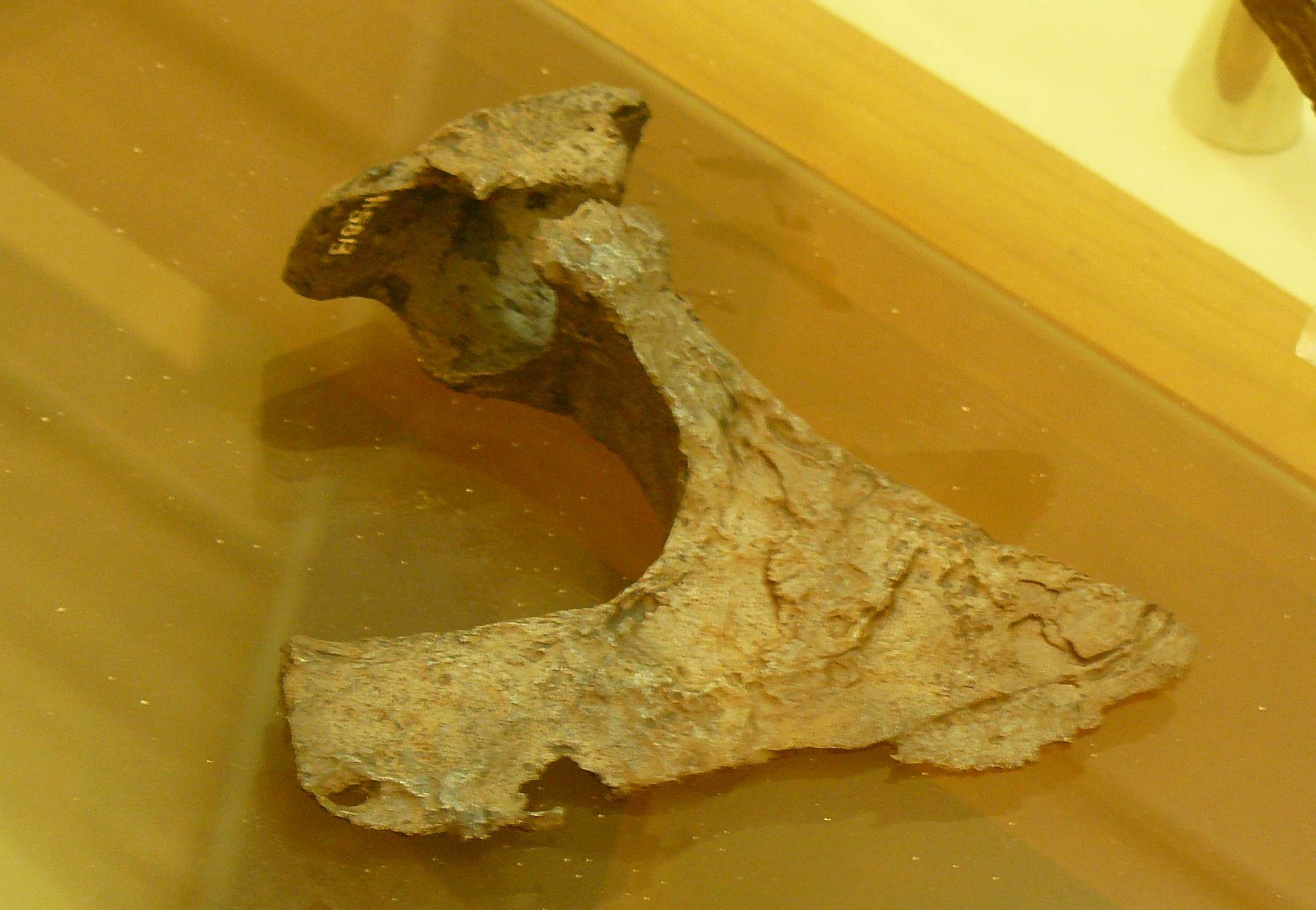
Awarisch-slawische Kriegsaxt im Archäologischen Museum Split (ca. 7. bis 8. Jahrhundert)

Im Jahr 574 kam es nach zahlreichen Scharmützeln zwischen Awaren und Oströmern auf dem Balkan zur einzigen großen Feldschlacht zwischen diesen beiden europäischen Großmächten des Frühmittelalters; dabei besiegten die Awaren die Oströmer unter General Tiberios.
Schon bald reichte ihr Einflussgebiet von der Ostsee bis zur Wolga. Unter ihrem Khagan Baian stellten die Awaren eine Großmacht dar, die es sich leisten konnte, vom Byzantinischen Reich und von den Franken Tribut zu fordern.
Nach der Errichtung zumindest einer Donaubrücke und dreijähriger Belagerung der Stadt eroberten sie 579 das strategisch und symbolisch wichtige Sirmium von Byzanz. Sie führten bis 586 einen Feldzug auf dem Balkan, der erst bei Adrianopel von Strategos Johannes Mystakon und seinem Adjutanten Drocto gestoppt werden konnte. Es folgten jahrzehntelang Slaweneinfälle auf römischen Boden, die zumindest bis 602 von den Awaren initiiert oder zumindest gutgeheißen wurden.

### Zeit der Kriege am Balkan (592 bis 602)

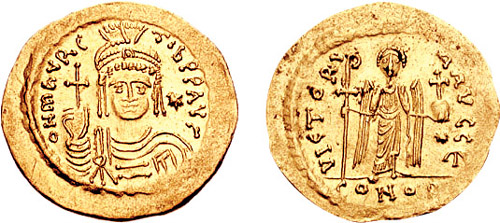
120.000 Solidi zahlte Kaiser Maurikios 598 an die Awaren.

Im Spätsommer 591 schloss Byzanz nach fast 20 Jahren Krieg einen Friedensvertrag mit dem persischen Reich und fühlte sich so mächtig genug, den unter awarischen und slawischen Einfluss gelangten Balkan zurückzuerobern. Bereits 592 eroberte das Heer des Kaisers Maurikios die Stadt Singidunum (Militärstadt von Belgrad) von den Awaren. Unter dem Feldherrn Priskos versuchten die Oströmer, die Hauptverbindungsstraßen zwischen den römischen Städten südlich der Donau wiederherzustellen und drangen sogar auf slawisches Territorium vor. Die awarischen und slawischen Einfälle auf Territorien südlich der Donau wurden jedoch uneingeschränkt fortgesetzt. Die Beute von den Plünderungen der Slawen mussten die Oströmer mit den Awaren teilen. Priskos wurde als Oberbefehlshaber des byzantinischen Heeres von Maurikios’ Bruder Petros ersetzt, dieser setzte bis 595 im Wesentlichen dieselbe Taktik fort. Zu nennenswerten Zusammenstößen zwischen Awaren und Oströmern kam es nicht.
Im Jahr 595 versuchte der Merowinger Childebert II., den Kampf um Singidunum, in den die Awaren gerade verwickelt waren, für einen Überfall auf awarisches Territorium an der Drau (heute Kärnten) zu nutzen. Das bayerische Invasionsheer wurde jedoch von den Awaren vollständig aufgerieben. Als Vergeltung zog daraufhin ein awarisches Heer nach Thüringen, und die Regentin Brunichild musste ihren Abzug erkaufen. Da es jedoch zu keinen weiteren Vorstößen im Westen des Reiches kam, wird davon ausgegangen, dass es sich in erster Linie um eine Machtdemonstration des Awarischen Khagans handelte, und dass es darum ging, unmissverständlich klarzustellen, dass das Drautal zum awarischen Machtbereich gehörte. Möglicherweise wurde so aber auch – erfolgreich (es kam 15 Jahre zu keinen weiteren Überfällen der Bayern auf awarisches Territorium) – einem weiteren bayerischen Angriff, diesmal auf das pannonische Kernland der Awaren, vorgebeugt.
Von den Erfolgen an der Westfront des awarischen Reiches gestärkt, kam es ab 597 zu einer neuerlichen Offensive der Awaren auf dem Balkan. Priskos’ Heer musste sich in Tomis einschließen, am 30. März 598 brachen die Awaren die Belagerung von Tomis jedoch ab, da sich General Komentiolos mit einem neu aufgestellten Heer Tomis näherte. Beim Kastell Iatrus besiegten die Awaren das Heer des Komentiolos. Die Awaren nutzten diesen Erfolg und stießen bis Drizipara zwischen Adrianopolis und Konstantinopel vor. Nur die Pest, durch die große Teile des awarischen Heeres und sieben Söhne des Awarenkhagans Baian umkamen, konnte den Vormarsch stoppen. Durch Tributzahlungen konnten die Awaren zum Abzug bewogen werden. Noch im selben Jahr kam es zu einem Tributfrieden zwischen den Awaren und Byzanz.
Bereits im Sommer 599 brachen die Oströmer den Friedensvertrag mit den Awaren wieder. Priskos und Komentiolos überquerten bei Viminacium die Donau und besiegten ein eilig aufgestelltes Heer unter dem Kommando von Söhnen des Baian, die den Pestausbruch von 598 überlebt hatten. Priskos stieß sogar in die pannonische Tiefebene und Landstriche östlich der Theiß vor, während Komentiolos nahe der Donau verharrte. Bis 602 kam es zu weiteren Plünderungszügen auf awarisches Territorium, wobei es 599 zu einem besonders grausamen Massaker an drei gepidischen Dörfern mit 30.000 Todesopfern kam. Im Jahr 602 führten die Awaren unter Apsich einen vernichtenden Schlag gegen die Anten, die Bundesgenossen der Oströmer waren, am Schwarzen Meer durch. Dennoch war das awarische Reich empfindlich destabilisiert; eine Gruppe von Awaren desertierte sogar. Doch auch das byzantinische Heer war geschwächt und demoralisiert: Als der Kaiser Ende 602 den Befehl gab, nördlich der Donau zu überwintern, meuterten seine Truppen, zogen nach Konstantinopel, und der Unteroffizier Phokas löste den Kaiser ab.

### Neue Blütezeit (603 bis 626)

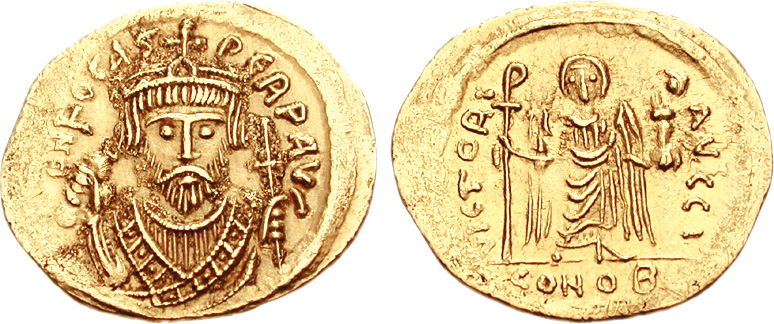
150.000 Solidi wurden ab 604 jährlich von Kaiser Phokas an die Awaren bezahlt.

Der neue Kaiser von Byzanz musste sich bald wieder dem persischen Reich widmen und schloss deshalb einen neuen Tributfrieden mit dem awarischen Reich. Außerdem zog er Truppen vom Balkan an seine Ostgrenze ab. Unter seinem Nachfolger Herakleios wurde der Balkan endgültig aufgegeben. Die Awaren erzielten zunächst Erfolge gegen die Langobarden in Friaul 610 und gegen die Franken 611. Anschließend vollendeten sie auf der Balkanhalbinsel das, was ihnen 598 verwehrt geblieben war. Zusammen mit den von ihnen unterworfenen Slawen belagerten die Awaren mehrmals Thessaloniki, zuletzt 626 mit Hilfe des persischen Sassanidenreiches sogar die oströmische Hauptstadt Konstantinopel, was aber misslang (→ Belagerung von Konstantinopel (626)).

### Zeit der Slawenaufstände (627 bis 658)
Ihren im Kampf gegen Maurikios verlorenen Ruf der Unbesiegbarkeit konnten die Awaren nicht mehr herstellen. Im Verlaufe der folgenden Jahrzehnte entzogen sich immer mehr slawische Fürsten dem direkten awarischen Einfluss. Gründe waren der Fredegarchronik zufolge, dass sie gezwungen waren, in den ersten Reihen in der awarischen Armee zu kämpfen, dass sie den Awaren hohen Tribut leisten mussten, sowie dass die Awaren bei den Slawen alljährlich den Winter verbrachten und mit den slawischen Frauen Kinder zeugten. Die Aufständischen waren den Quellen zufolge Kinder awarischer Väter und slawischer Mütter. Der Aufstand brach aus, als die meisten Awaren gerade in einem Heer dienten, das Konstantinopel belagerte. Der fränkische Kaufmann Samo soll im Raum Wien oder in der Nähe der March den größten dieser Slawenaufstände geleitet haben und 35 Jahre lang eine Konföderation mehrerer mehr oder weniger selbstständiger „Fürstentümer“ (ducates) regiert haben. Im Jahr 632 entsandte Dagobert I. vier Heere gegen Samo; die Alamannen unter Chrodobert und die friulanischen Langobarden plünderten in erster Linie, das austrasische Hauptheer sollte in das Herz des Samo-Reiches vordringen, wurde aber bei Wogastisburg, dessen Lage unbekannt ist, geschlagen. Daraufhin unternahmen die Slawen unter Samo mehrfach Einfälle in Thüringen und im östlichen Frankenreich. Dabei soll sich auch Derwan (Dervan), ein fränkischer Fürst (dux) der im Elbe-Saale-Gebiet ansässigen Sorben, Samo angeschlossen haben. Es folgten weitere Einfälle in das Frankenreich, bis zum Tod Samos um das Jahr 658. Bereits um 650 kehrten die ersten Awaren wieder in die heutige Westslowakei zurück und spätestens im 8. Jahrhundert auch nach Südmähren; sie lebten dort wieder mit den Slawen zusammen.
Am östlichen Ende des Awarenreiches sowie im Süden schüttelten ebenfalls vereinzelte slawische Fürsten die Awarische Oberhoheit ab und zogen in den Süden, auf die Balkanhalbinsel. Damit war der Höhepunkt der Macht der Awaren überschritten und die Feindschaft zu Byzanz in Ermangelung einer gemeinsamen Grenze beendet.

### Sozialer Wandel (659 bis 739)
Am Ende des 7. Jahrhunderts beherrschten die Awaren noch ganz Pannonien sowie Karantanien, somit im Wesentlichen Teile des heutigen Österreichs, die Slowakei, Slowenien, Ungarn und Rumänien. Im Osten reichte ihr Einfluss bis an den Dnister in der heutigen Republik Moldau und zeitweise sogar an den Dnepr in der heutigen Ukraine. Neben den Ebenen des Reiches wurden zunehmend auch die Territorien im Gebirge gesichert und vergrößert. Der überwiegende Großteil der Bevölkerung wurde sesshaft, es kam zu einem Verschwinden der ethnischen, aber auch der sozialen Grenzen. Die Dörfer wurden größer und bevölkerungsreicher. Die mit Waffen ausgestatteten Gräber aus dieser Zeit beschränken sich auf die Grenzgebiete und strategisch wichtige Orte.

### Angriffe aus dem Westen (740 bis 803)

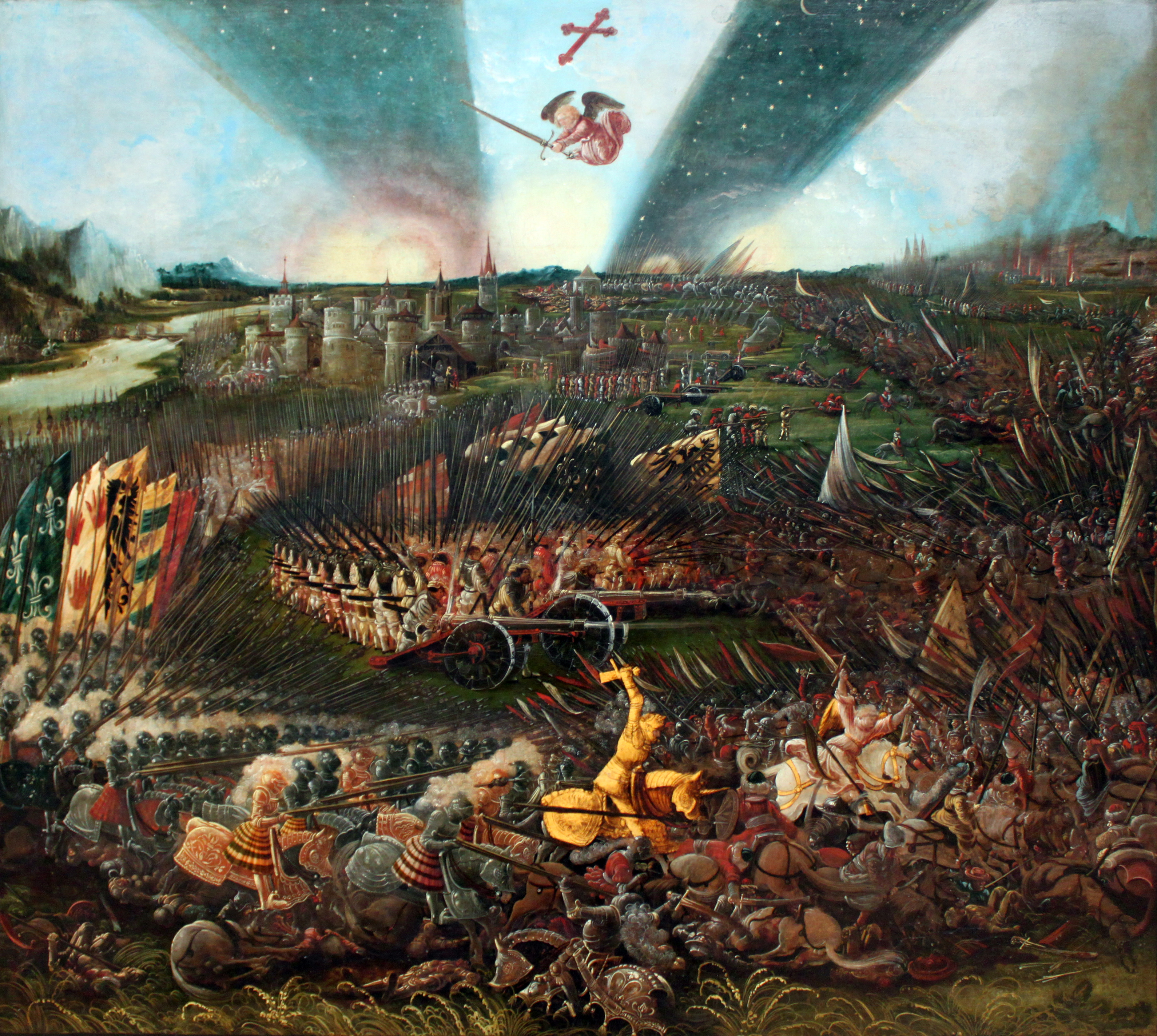
Albrecht Altdorfers Gemälde „Sieg Karls des Großen über die Awaren bei Regensburg“ nimmt Bezug auf die Kämpfe zwischen Franken und Awaren am Ende des 8. Jahrhunderts.

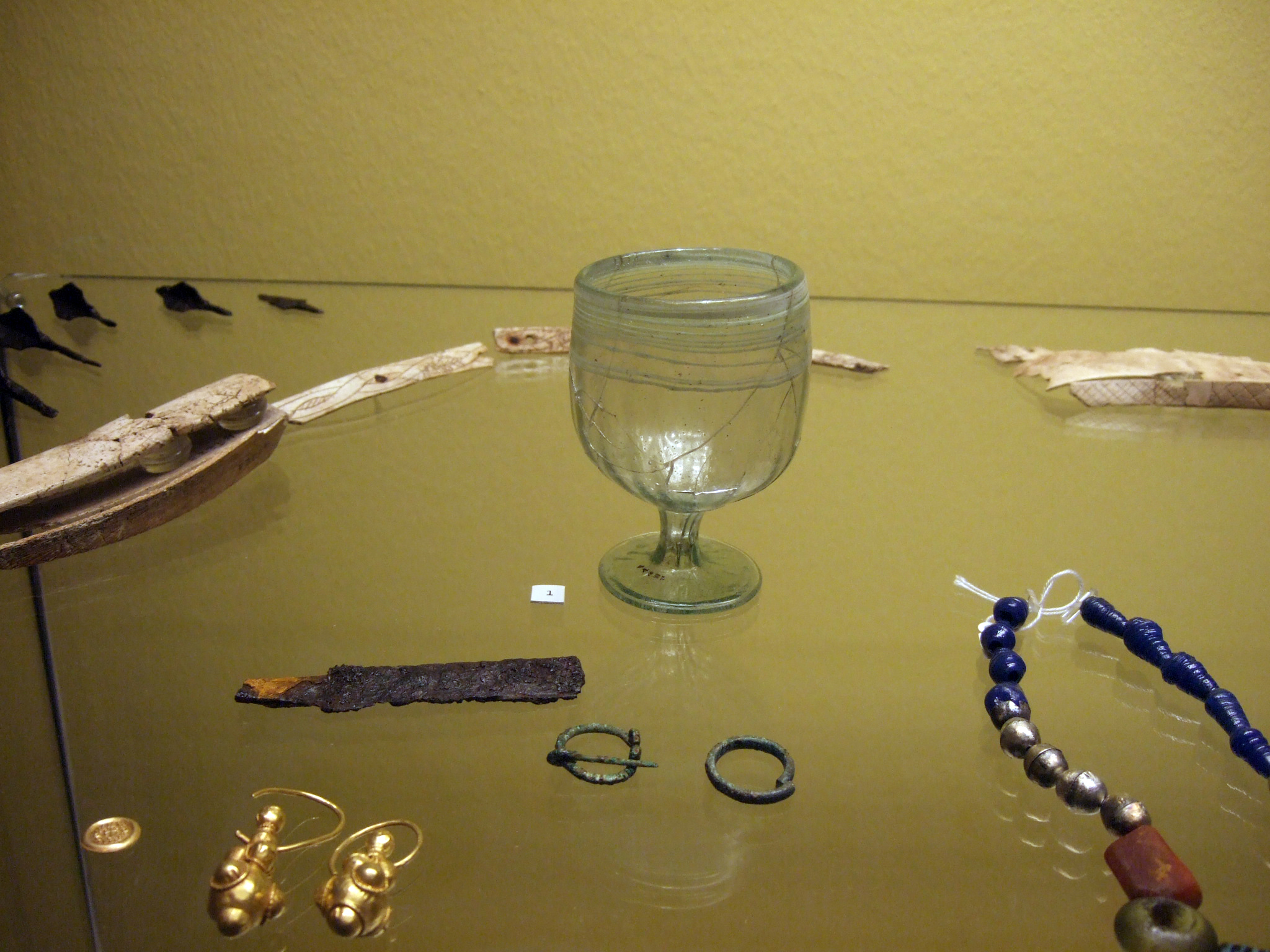
Awarische Beigaben aus einem Frauengrab von Morrione bei Campochiaro

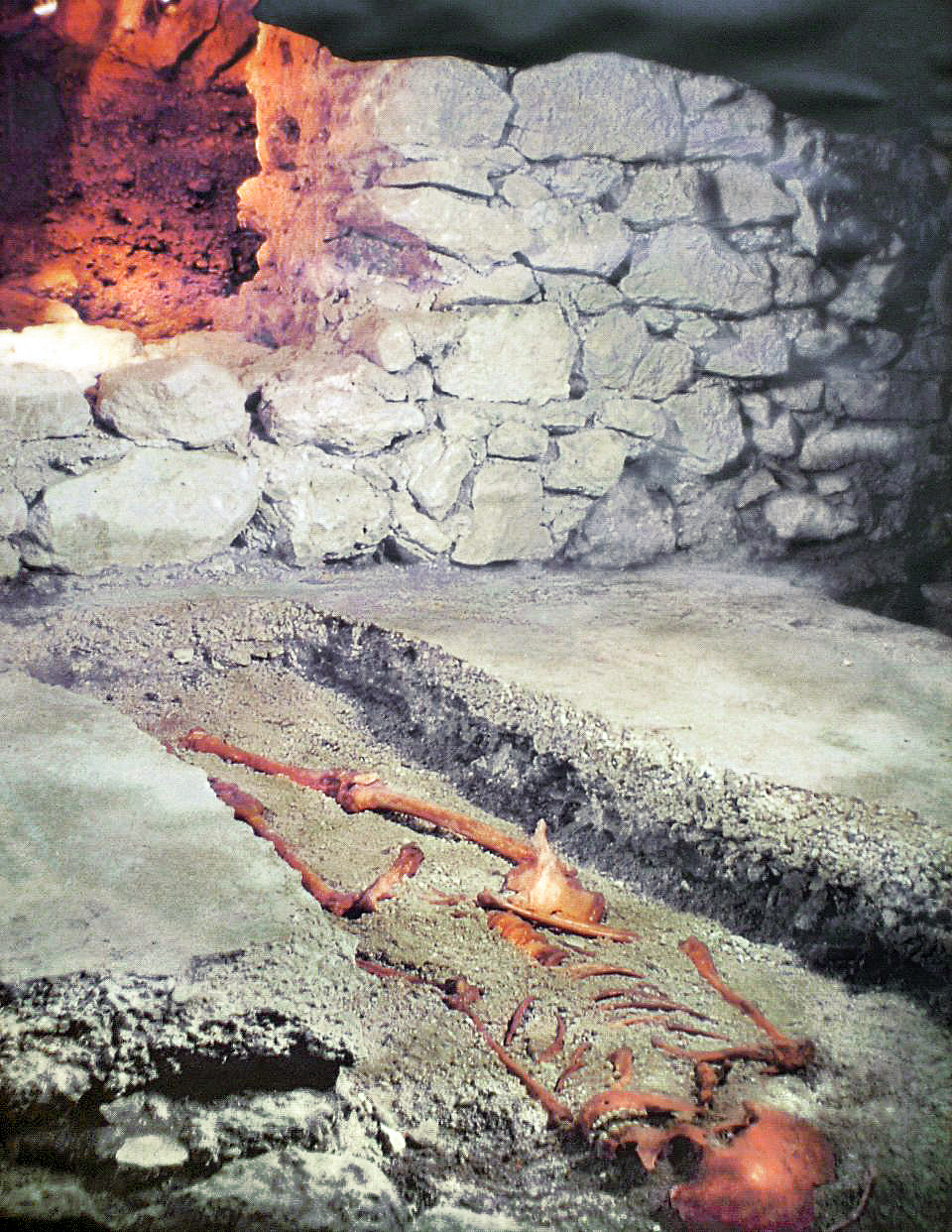
Grabkammer des fränkischen Grafen Cadaloc, der 803 im Kampf gegen die Awaren fiel, in der Pfarrkirche von Traismauer

Um 740 wandte sich der Herzog der Karantanen Borouth an den baierischen Herzog Odilo um Hilfe gegen die Awaren. 741 wurden die Awaren von Odilo geschlagen. Danach sind jahrzehntelang keine Auseinandersetzungen an der awarischen Westgrenze bekannt. Entscheidenden Einfluss auf die Politik des Awarenreichs gewann die Übernahme des Frankenreiches durch Karl den Großen. 773/774 unterwarf der Frankenkönig die Langobarden unter deren König Desiderius und ließ sich danach selbst zum König der Langobarden krönen. Damit verloren die Awaren ihren besten Verbündeten. 776 flohen langobardische Oppositionelle nach einem gescheiterten Aufstand an den Hof des Khagans. Auch mit den benachbarten Baiern pflegten die Awaren friedliche Beziehungen. 781 musste Baiernherzog Tassilo III. vor Karl den Lehenseid erneuern und Geiseln stellen. Daraufhin sandte der Khagan 782 „wegen des Friedens“ Gesandte zum König der Franken nach Lippspringe. Gleichzeitig ließ er an der Ennsgrenze ein großes awarisches Heer aufmarschieren, überschritt aber die Grenze nicht. 788 übernahm Karl endgültig auch die Macht in Baiern. Ab nun waren die Awaren an ihrer Westgrenze auf sich allein gestellt.
Noch im selben Jahr reagierten die Awaren kriegerisch, indem sie das langobardische Friaul angriffen, ohne dabei nennenswerte Erfolge zu erzielen. Auf dem Ybbsfeld an der Donau griffen hingegen die Franken an und errangen unter deren Führern Graman und Otakar einen Sieg gegen die Awaren. 788 versuchten die Truppen des Khagans einen Vergeltungsschlag in Baiern, wo sie aber wieder verloren. Daraufhin ließen die Awaren von weiteren Angriffen ab. Der fränkische Adel hingegen fand neues Interesse daran, seinen Besitz ins Land jenseits der Enns hinein auszuweiten. 790 kamen abermals awarische Gesandte, um in Worms über die Reichsgrenze zu verhandeln. Ergebnislos. Offensichtlich forderten die Franken Gebietsabtretungen und die Awaren hielten am Status quo fest.
791 eröffnete Karl der Große den Krieg gegen die Awaren. Den ersten (misslungenen) Feldzug des Nordheeres von 791 führte Karl persönlich an. Danach blieb aber wahrscheinlich immerhin das Land bis zum Wienerwald in fränkischer Hand und bald wurden dort fränkische Stützpunkte errichtet, beispielsweise in Comagena-Tulln und Aelium Cetium-St. Pölten. Karls Sohn Pippin von Italien griff von Italien aus an. Vermutlich unweit von Cividale eroberte er eine awarische Grenzbefestigung. Zahlreiche Awaren wurden dabei getötet, etwa 150 gefangen genommen. Nun konnte sich die awarische Führungsschicht nicht auf die weitere Vorgangsweise einigen. Ein Bündnisangebot der Sachsen führte zu nichts. Schließlich brach das awarische Führungssystem zusammen und 795 ein Bürgerkrieg aus, dem die beiden obersten Führer Khagan und Iugurrus zum Opfer fielen. Danach übernahm der Tudun die Macht. 795 sandte er Abgeordnete nach Hliune an der Elbe und ließ Karl dem Großen die Unterwerfung von Tudun und seinem Volk sowie die Annahme des Christentums unterbreiten. Doch die Franken nützten die Schwächung der Awaren für einen neuerlichen Angriff.

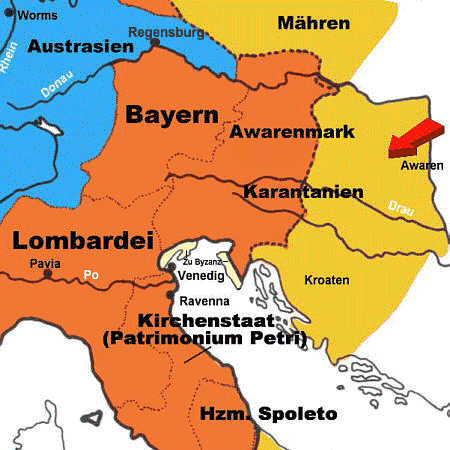
Die Awarenmark zur Zeit Karls des Großen

Der zweite Feldzug der Franken war sorgfältig vorbereitet. Möglicherweise gehörte auch der Bau der Fossa Carolina zu diesen Vorbereitungen. Der Vorstoß von 795/796 unter Führung Erichs von Friaul und König Pippins von Italien wurde ein durchschlagender Erfolg. Dabei fiel auch der für die Menschen der Zeit außerordentlich große Awarenschatz in die Hände der Franken. Die Beute wurde nach Aachen überführt, wo man sie unter geistlichen und weltlichen Getreuen Karls des Großen verteilte. Den größten Teil schenkte Karl Papst Leo III. 796 erschien der Tudun persönlich beim König der Franken, um sich zu unterwerfen und mitsamt seinem Gefolge die Taufe zu empfangen. Doch sein Treueversprechen hielt nur kurz. Eine Reihe von Kämpfen mit den Franken begleitete den weiteren Niedergang. So fiel am 1. September 799 der Präfekt von Baiern und des bairischen Ostlandes Gerold im Kampf gegen die Awaren.
Die Awaren, inzwischen längst sesshaft, verloren den Kontakt zu den übrigen Steppenvölkern und ihr politischer Einfluss nahm ab. Schon im Zuge des ersten Feldzuges Karls von 791 wurde über deren Christianisierung beraten. Die Überreste der awarischen Bevölkerung wurden letztlich zwangschristianisiert. Um 800 errichtete der fränkische König (und ab 800 Kaiser) Karl der Große zum Schutz der Handelswege und der Reichsgrenzen gegen die Awaren im Osten seines Reiches eine Grenzmark (Awarenmark). Die durch die zeitgenössische fränkische Propaganda verbreitete Kriegslust und Aggressivität der Awaren ist aufgrund der heutigen Erkenntnisse allerdings nicht zu belegen. Die jüngere Forschung geht davon aus, dass die Zeit der größeren awarischen Kriegszüge um 800 längst beendet war. Dafür spricht auch, dass Einhard in seiner Vita Karoli Magni von verhältnismäßig geringem Widerstand der Awaren bei Karls Feldzügen berichtet. Die von Einhard beschriebenen Schätze der Awaren würden demnach aus längst vergangenen Zeiten stammen.
Anfangs wurde ihnen noch eine eigene Herrschaftsorganisation innerhalb der fränkischen Awarenmark (das sogenannte Awaren-Khaganat zwischen Carnuntum und Sabaria) zugestanden. Im (nach Aufständen in den Jahren 797 und 799) Dritten Awarenaufstand im Jahre 803 wurden die beiden fränkischen Grafen Cadaloc und Goteram I. (Präfekt des bairischen Ostlandes) beim Kastell Guntio (möglicherweise im nördlichen Burgenland oder in Günzburg) getötet. Nach 803 traten die Awaren nicht mehr als Gegner der Franken auf.

### Tributpflichtige Periode und Niedergang (804 bis 828)

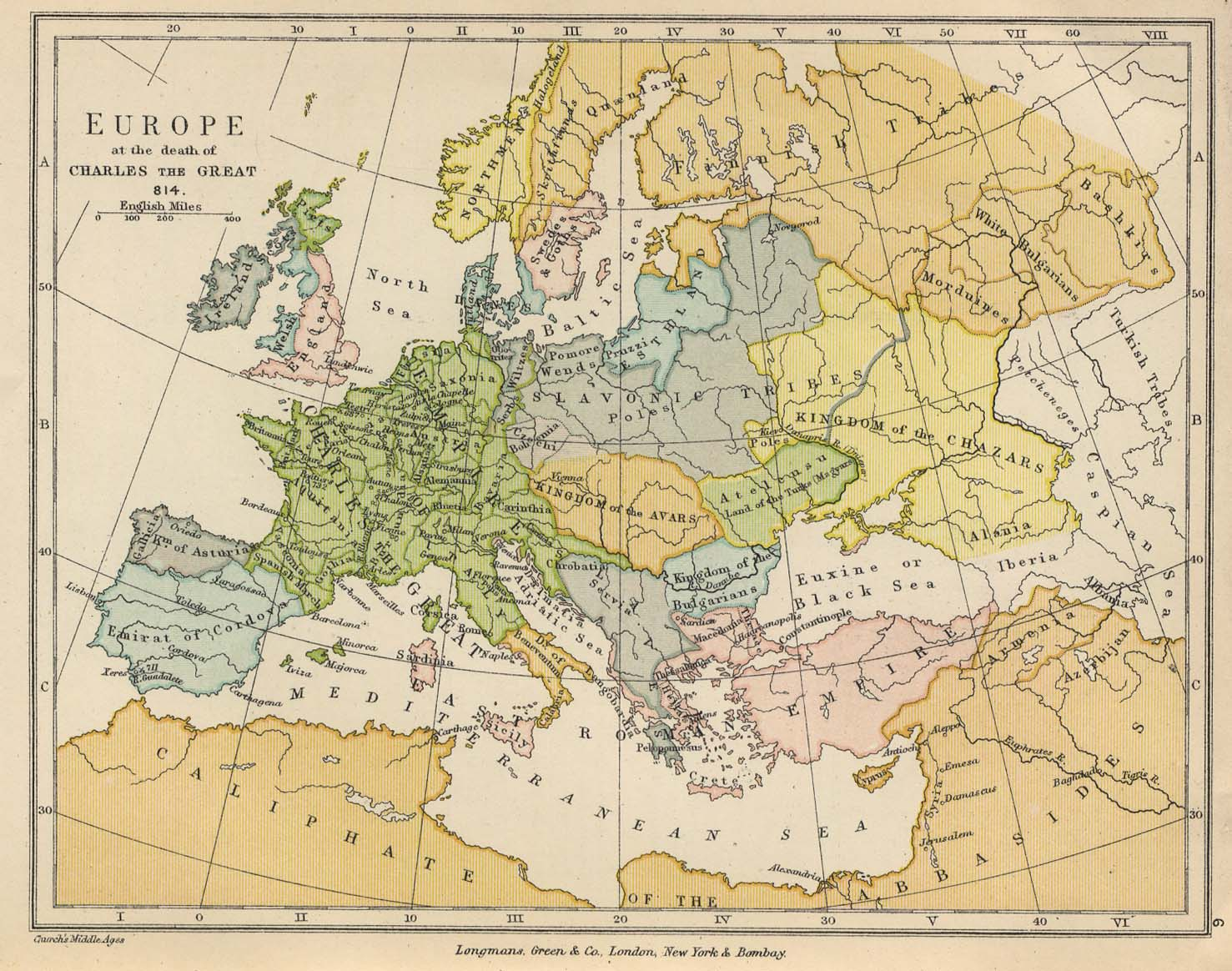
Europa im Jahr 814

Im 9. Jahrhundert sahen sich die Awaren zunehmenden Angriffen von Bulgaren, Kroaten und anderen Slawenstämmen ausgesetzt. Wie das Suda-Lexikon berichtet, dürfte vermutlich nach 804 der bulgarische Khan Krum bis an die Theiß vorgestoßen sein und dort eine awarische Gruppe besiegt haben, die sich dem fränkischen Einfluss entzogen hatte. Laut Suda habe Krum awarische Gefangene befragt, warum ihr einst so mächtiges Reich untergegangen sei, und von ihnen „Rechtsstreitigkeiten, Handelsgeschäfte und übermäßigen Weingenuss“ als Antwort bekommen. Einige Autoren gehen jedoch davon aus, dass die Bulgaren unter Krum in Wahrheit noch keinen Eroberungsfeldzug gegen die Awaren unternommen haben, sondern dass es unter Krums Regentschaft awarische Überläufer zu den Bulgaren gab. Eine Eroberung des awarischen Territoriums erfolgte erst unter Khan Omurtag.
Im Jahre 811 nahmen auf jeden Fall awarische Hilfstruppen an einem Feldzug Krums gegen den byzantinischen Kaiser Nikephoros I. teil. Ebenfalls 811 wurde auf dem fränkischen Reichstag zu Aachen die Entsendung eines Heeres nach Pannonien beschlossen, um Streitigkeiten zwischen Awaren und Slawen zu schlichten.
Der über zwei Jahrzehnte währende Krieg mit den Franken zwischen 788 und 803, innere politische und militärische Auseinandersetzungen sowie der Angriff der Bulgaren um das Jahr 804 schwächten das Reich entscheidend. Zudem verlor die awarische Führungsschicht mit der Übernahme des Christentums ihre sakralen Traditionen. Vermutlich wurde das auf ein kleines Gebiet zusammengeschrumpfte, zu jener Zeit bereits zu Tribut an die Franken verpflichtete, Awarische Fürstentum im Jahr 828 von Kaiser Ludwig dem Frommen aufgelöst; im Jahr 822 erschien auf jeden Fall zum letzten Mal eine Abordnung dieses Khaganats beim fränkischen Kaiser in Frankfurt.
Nach 828 verloren die Awaren ihre Bedeutung als politische Macht. Ihr Siedlungsraum wurde zum größten Teil in die Awarenmark des Fränkischen Reiches eingegliedert, wo noch bis zumindest 870 tributpflichtige Awaren nachweisbar sind. Diese Awaren unter fränkischer Herrschaft wurden beginnend mit dem Jahr 826 von Germanen und Slawen assimiliert; ein Teil wanderte in das zunächst noch freie, aber schon 827 bis 831 von den Bulgaren eroberte Gebiet östlich der fränkischen Grenze aus. Diesen zunächst noch selbständigen awarischen Territorien mangelte es aber weitgehend an politischer Einheit („Awarenkonföderation“) im Gegensatz zum Awarenkhaganat; zum Teil kam es auch zur freiwilligen Unterwerfung unter bulgarische oder fränkische Herrschaft.
Die Magyaren fanden bei ihrer Landnahme der Pannonischen Tiefebene zwischen 896 und 955 noch eine awarisch geprägte Kultur vor. Der Teil östlich der Theiß wurde bereits unter Khan Krum von den Bulgaren erobert und besetzt; diese Gebiete (etwa ein Drittel des ehemaligen Awarenreiches) wurden während der Regierungszeit des Omurtag in das Bulgarische Reich eingegliedert. Im Norden übernahmen die Fürsten der Mährer die Macht über das Land.

### Chronik der Awaren vom 5. bis 9. Jahrhundert
- 463: Die „War und Chunni“ treten am Schwarzen Meer auf; ihre Verwandtschaft mit den davor vom Kaiserreich China besiegten War bzw. ihre frühere Zugehörigkeit zu den Rouran ist umstritten.
- 558: Unter Botschafter Kandich wird diplomatischer Kontakt mit dem Byzantinischen Reich hergestellt; Beginn der Tributzahlungen des oströmischen Kaisers an die Awaren.
- 560–568: Die Awaren ziehen immer weiter Richtung Westen – bis an die Grenzen des Fränkischen Reichs; unter anderem vertreiben sie die Gepiden und besiedeln die Pannonische Tiefebene sowie den Donauraum; Ende der Völkerwanderung.
- 569–591: Die Awaren steigen unter Baian zur europäischen Großmacht auf; Sie besiegen das Byzantinische Reich in einer Feldschlacht, erobern von ihm das wichtige Sirmium im heutigen Serbien, führen einen Balkanfeldzug bis Adrianopel und besiedeln die eroberten Gebiete mit Slawen; Die jährlichen Tributzahlungen der Oströmer steigen auf 100.000 Solidi pro Jahr.
- 592–595: Das Byzantinische Reich führt einen Feldzug am Balkan; die Beute von den Plünderungen der Slawen werden mit den Awaren geteilt.
- 595: Die Franken greifen die Awaren im heutigen Kärnten an, können aber besiegt werden.
- 597–598: Neuerlich direkte Kämpfe zwischen Oströmern und Awaren, bei denen die Awaren bis Konstantinopel vordringen; Die jährlichen Tributzahlungen der Oströmer steigen auf 120.000 Solidi pro Jahr.
- 599–604: Das Byzantinische Reich greift die Awaren an und dringt bis an die Donau vor, der Feldzug muss jedoch aufgrund einer Meuterei wieder beendet werden; Die jährlichen Tributzahlungen der Oströmer steigen auf 150.000 Solidi pro Jahr.
- 604–611: Das Byzantinische Reich gibt den Balkan endgültig auf; die Awaren besiegen die Langobarden in Friaul sowie neuerlich die Franken.
- 611–626: Die Awaren erobern den Balkan und belagern erfolglos Konstantinopel; die jährlichen Tributzahlungen der Oströmer steigen auf zunächst 180.000 und später 200.000 Solidi pro Jahr.
- 627–658: Es kommt zu zahlreichen Slawenaufständen gegen die Awaren, der größte ist jener unter Führung des fränkischen Samo in der Gegend des heutigen Wien.
- 659–740: Die Bevölkerung des Awarenreiches steigt und seine ethnischen Grenzen verschwinden.
- 741: Die Baiern greifen die Awaren an, schließen bald darauf aber wieder Frieden mit ihnen.
- 773–774: Die Franken besiegen die Langobarden, wodurch die Awaren ihren wichtigsten Verbündeten verlieren.
- 788: Karl der Große übernimmt die Macht über die Baiern, wodurch das Awarische Reich im Westen nur mehr an das Fränkische Reich grenzt.
- 788–790: Es kommt zu kriegerischen Auseinandersetzungen zwischen Awaren und Franken; Friedensverhandlungen scheitern.
- 791: Ein erster Einfall der Franken kann abgewehrt werden, die Franken behalten jedoch das Land westlich des Wienerwaldes und errichten dort Stützpunkte, die als Grundstein für die Awarenmark betrachtet werden können.
- 795: Ein Bürgerkrieg im awarischen Reich bricht aus; ihm fallen letztendlich die beiden obersten Führer, Khagan und Iugurrus, zum Opfer. Tudun übernimmt die Macht über einen großen Teil des Awarenreiches und bittet die Franken um Frieden, was jedoch abgelehnt wird. Erich von Friaul und König Pippin von Italien fallen im geschwächten Awarenreich ein und stehlen den legendären Awarenschatz.
- 796: Tudun bittet neuerlich um Frieden und bietet diesmal seine Christianisierung an. Die Awarenmark wird auf das heutige Niederösterreich, Burgenland und Nordwestungarn ausgeweitet und nunmehr auch von zahlreichen tributpflichtigen Awaren besiedelt.
- 797–799: Es kommt zu Kämpfen zwischen Franken und Awaren des unabhängigen Teils des Awarenreiches sowie zu Aufständen jener Awaren der Awarenmark, die den neuen Herrscher Tudun nicht akzeptieren; die Awaren unterliegen.
- 803: Im dritten und letzten Awarenaufstand werden zwei fränkischen Grafen im heutigen Burgenland getötet. Das Awarenreich westlich der Theiß bleibt aber fränkisch und christianisierte Awaren gründen das Awarische Fürstentum innerhalb der Awarenmark.
- 804: Der bulgarische Khan Krum dringt bei seinen Feldzügen gegen die Awaren bis an die Theiß vor.
- 822: Eine Abordnung der Awaren erscheint zum letzten Mal beim Kaiser in Frankfurt.
- 827–831: Der bulgarische Khan Omurtag erobert den Großteil des unabhängig gebliebenen Awarenreiches endgültig.
- 828: Das Awarische Fürstentum wird wieder aufgelöst.
- bis 870: Tributpflichtige Awaren sind in der Awarenmark nachweisbar.
- ab 896: Die Magyaren finden bei ihrer Landnahme der Pannonischen Tiefebene eine awarisch geprägte Kultur vor.

## Siedlungsgebiet
Das Siedlungsgebiet der Bevölkerung unter awarischer Herrschaft war in erster Linie die Pannonische Tiefebene (Karpatenbecken). Diese Landschaft ist die westlichste Region der Eurasischen Steppe und bot Reitervölkern mit Weidehaltung wie den Awaren günstige Voraussetzungen. Aufgrund archäologischer Funde wird das Siedlungsgebiet der Awaren für das 6. und 7. Jahrhundert mit ungefähr 100.000 km² und für das 8. Jahrhundert mit etwa 140.000 bis 160.000 km² geschätzt. Bedeutende Awarenfundorte außerhalb des Karpatenbeckens finden sich unter anderem im heutigen Bulgarien (Bononia – Widin), Kroatien (Sisak – Siscia), Slowenien (Ljubljana – Emona, Celje – Celeia), Österreich (Zollfeld – Virunum, Linz, Enns – Lauriacum, Melk, St. Pölten) und Tschechien.

## Bevölkerung
Neben der awarischen Oberschicht lebten verschiedene Minderheiten im Awarenreich. Schaffran spricht von einem einheitlichen Staat mit „Klientenvölkern der Awaren“, wobei die Awaren durch ihre Kunstübung „ihre Klientenvölker fast vollständig überlagerten“. Rein quantitativ stellten die Awaren im engeren Sinn allerdings vermutlich bereits ab etwa 600 gar keine Mehrheit mehr dar. Laut anthropologischen Untersuchungen von Friedhöfen aus der Awarischen Zeit waren zwischen 30 % und 50 % „Mongolid and Mongoloid types“. Anhand von Gefangenenzahlen nach einer geschlagenen Schlacht im Jahr 599 lässt sich der Awarenanteil grob auf zwischen 17 % und 33 % schätzen (wobei berücksichtigt werden muss, dass Fußtruppen eher gefangen genommen werden als berittene Soldaten). Auch der renommierte Awaren-Forscher Walter Pohl spricht davon, dass „[d]ie Zahl der Awaren, die sofort als Schlitzaugen auffielen, gering war“, präzisiert an anderer Stelle jedoch, dass im 8. Jahrhundert „etwa ein bis zwei Zehntel“ der Bevölkerung des Khaganats „mongolischen Typs“ seien.
Die Khagane der Awaren duldeten ethnisch geschlossene Kriegerverbände wie (möglicherweise hunnische) Kutriguren (Ouryougo, Kovryoveo) und Protobulgaren in ihrem Reich; das Ansehen dieser Gruppen war aber niedriger als jenes der Awaren. Je nach Quelle werden als Bewohner des awarischen Reiches noch mehrere andere Ethnien unterschieden; Theophanes von Byzanz nennt z. B. neben den Awaren noch Bulgaren, Slawen und Gepiden. Fränkische Quellen unterscheiden noch mehr Sippen des Awarenreiches.
Die Slawen bildeten den Hauptanteil der Bevölkerung des Awarischen Reiches. Die Awaren machten einen Schutz- und Herrschaftsanspruch über sie geltend, ließen sie aber im Wesentlichen ihre eigenen Ziele verfolgen; unter anderem zahlreiche Einfälle in byzantinische Regionen des Balkans. Beute, die slawische Heere bei Expeditionen in byzantinische Gebiete machte, musste mit den Awaren geteilt werden. Im awarischen Heer dienten Slawen vorwiegend als „Kanonenfutter“.
Protobulgaren genossen einen höheren Rang innerhalb des awarischen Reiches als Slawen und unterstanden auch direkter den Awaren. Ihre Aufgabe war es, unter anderem den südlichen und östlichen Rand des awarischen Reiches zu schützen. In der ab 626 einsetzenden Schwächeperiode des Awarenkhagans forderten sie diesen allerdings mehrmals heraus.
Bei der Synode an der Donau unter König Pippin von Italien im Zuge des fränkischen Feldzuges von 796 wurden christliche Gemeinschaften im Awarenreich erwähnt. Bei diesen handelte es sich vermutlich um jene geschlossenen, christlichen Bevölkerungsgruppen der Keszthely-Kultur, die im südwestlichen Ufergebiet des Plattensees sowie in der Umgebung von Pécs angesiedelt waren. Sie waren die Nachkommen der römischen Bevölkerung der Provinz Pannonia. Reiche Grabbeigaben aus Gold- und Silberschmuck deuten darauf hin, dass sie auch unter der awarischen Herrschaft nicht in vollkommener Unterdrückung gelebt haben.
Häufig wird angenommen, dass auch Gruppen mit langobardischen Wurzeln im Awarenreich gelebt haben. Eine bedeutende Gruppe waren Überreste der gepidischen Bevölkerung. Zudem dürften Gruppen bedeutend gewesen sein, die auf Kriegsgefangene aus dem Byzantinischen Reich zurückgehen und im Reich der Awaren angesiedelt wurden.

## Grenzen

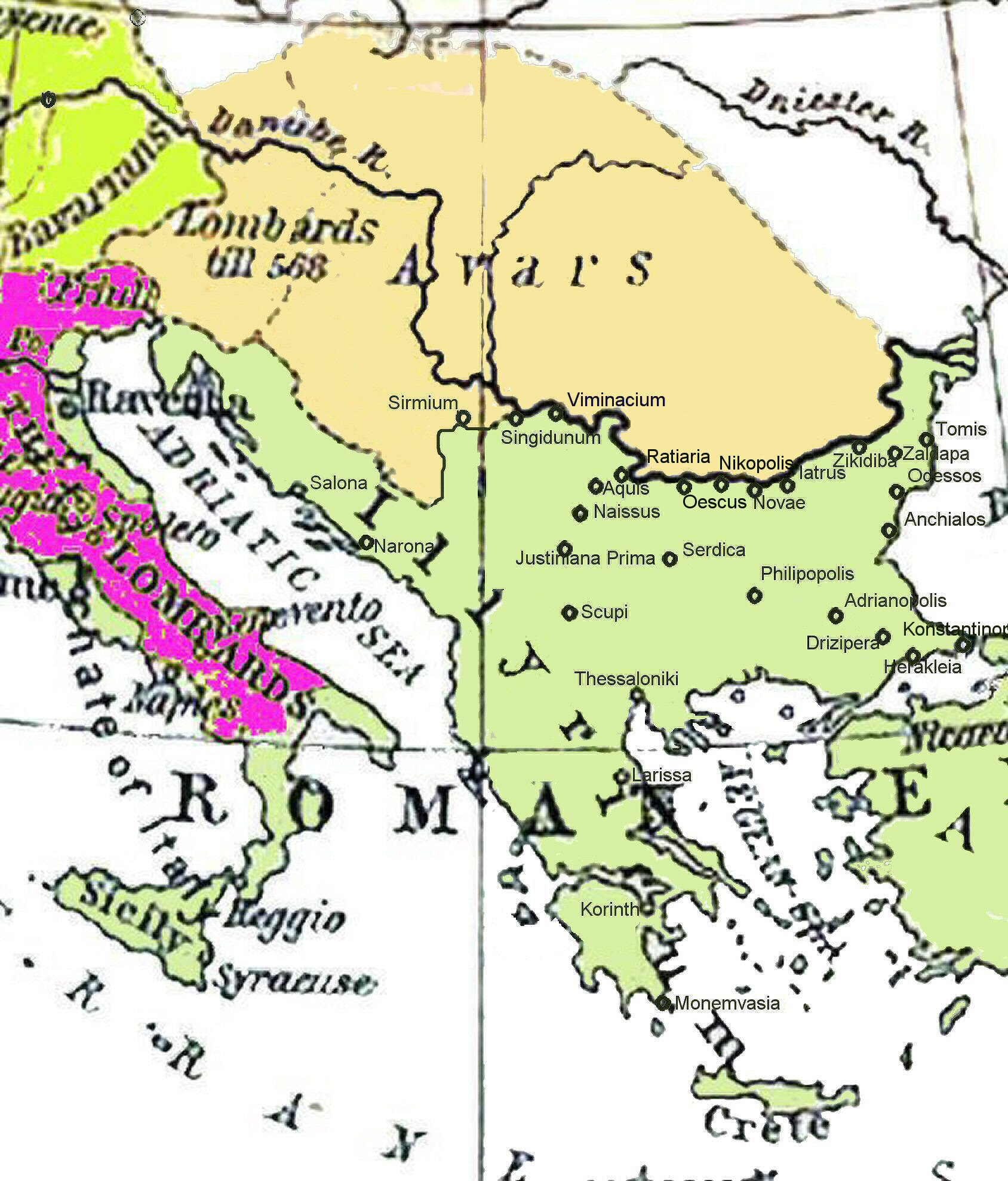
Das Reich der Awaren um 600

Bis zur Zeit der Machtkrisen in der zweiten Hälfte des 7. Jahrhunderts hatte das Reich noch keine festen Grenzen. Danach passten sich die politischen Strukturen stärker an die europäischen Machtstrukturen an. Um die Jahrhundertwende zum 8. Jahrhundert begann das Khaganat seine Siedlungsgebiete mit einem unbewohnten Grenzstreifen zu schützen. Diese Art der Grenzsicherung übernahmen bzw. erneuerten die Ungarn später in Form des Gyepű nahezu unverändert. Solche Grenzstreifen entstanden im Westen gegen das Fränkische Reich an der Siedlungsgrenze der Baiern entlang der Traun und dann Richtung Lorch und von Linz bis in die Umgebung von Regensburg. Die Enns bildete eine offizielle Grenze zwischen Awaren und Baiern und wird als limes certus bezeichnet.
Weitere Grenzverhaue entstehen gegen das Herzogtum Karantanien und das langobardische Königreich zwischen den Flüssen Zala und Mur sowie zwischen Drau und Mur in der Region Prekmurje. Die Schanzen, die der bulgarische Khan Asparuch in den 680er Jahren gegen die Awaren aufbauen ließ, waren relativ weit vom awarischen Siedlungsgebiet entfernt. Dennoch sind hier im Süden und Osten des Reiches gegen das Bulgarische Reich zu dieser Zeit noch keine künstlichen awarischen Grenzen nachweisbar. Erst am Ende des 8. Jahrhunderts wurde diese Grenze an den Flüssen Timok und Iskar befestigt. Im Norden, wo die Karpaten eine natürliche Grenze bildeten, gab es ebenfalls kein Schutzsystem.

## Wirtschaft, Lebensweise

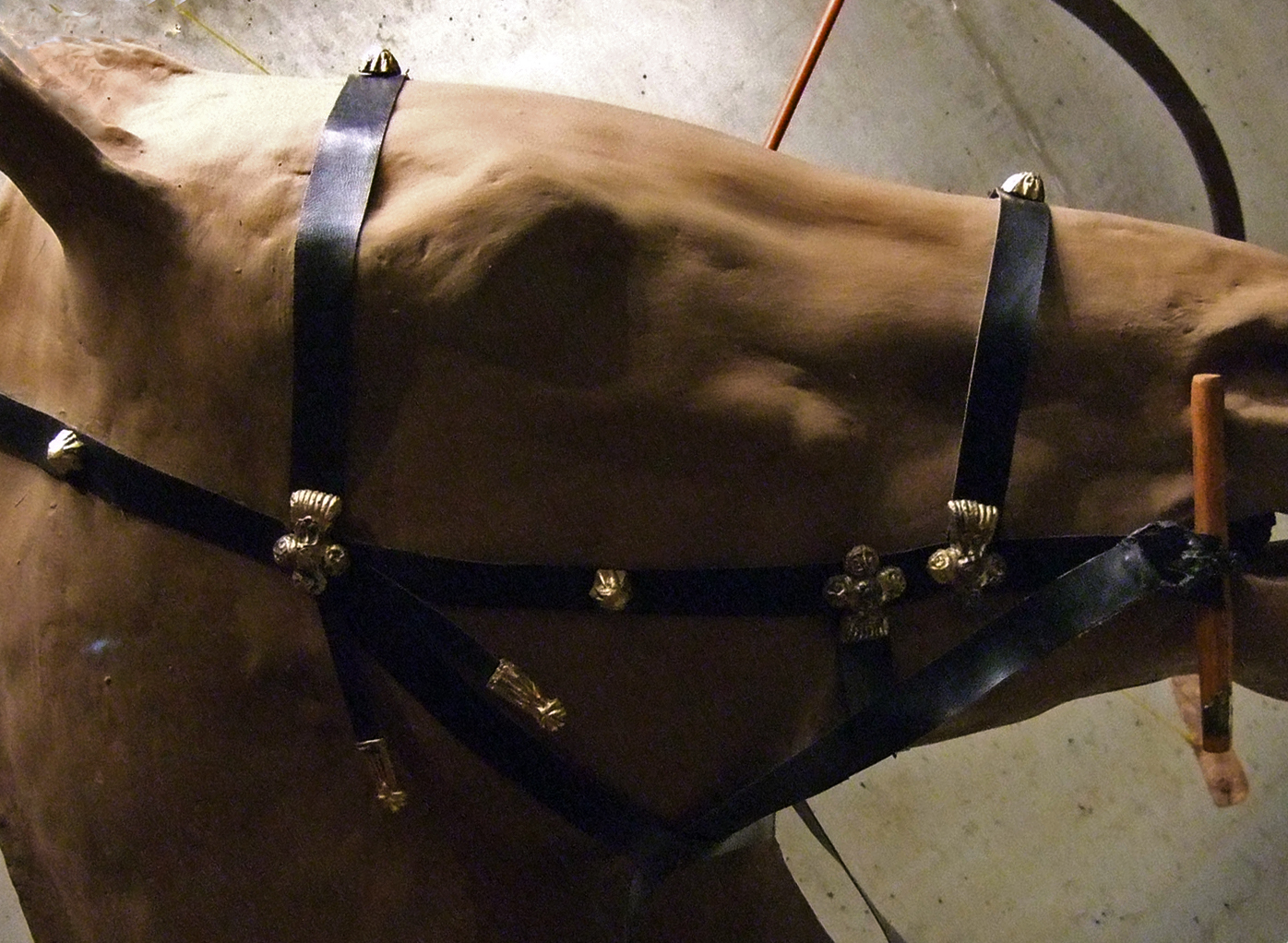
Zaumzeug mit verzierten Beschlägen

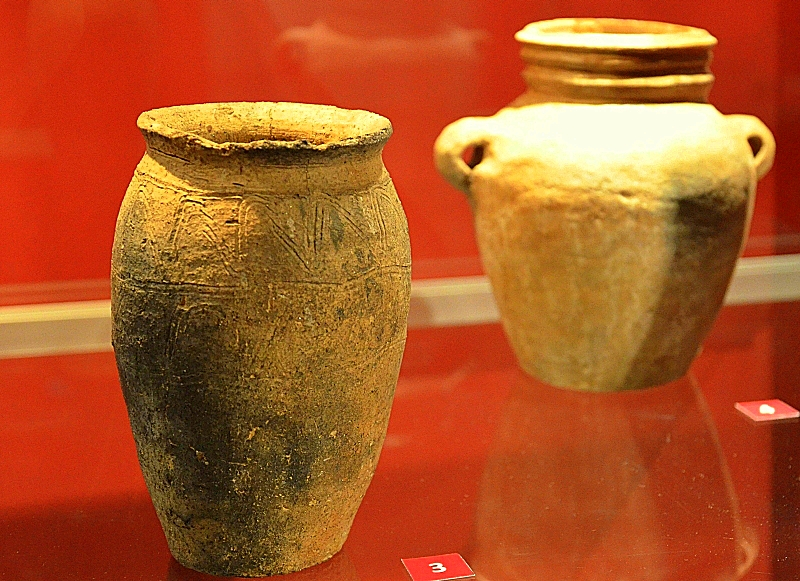
Töpferwaren aus dem 7. oder 8. Jahrhundert

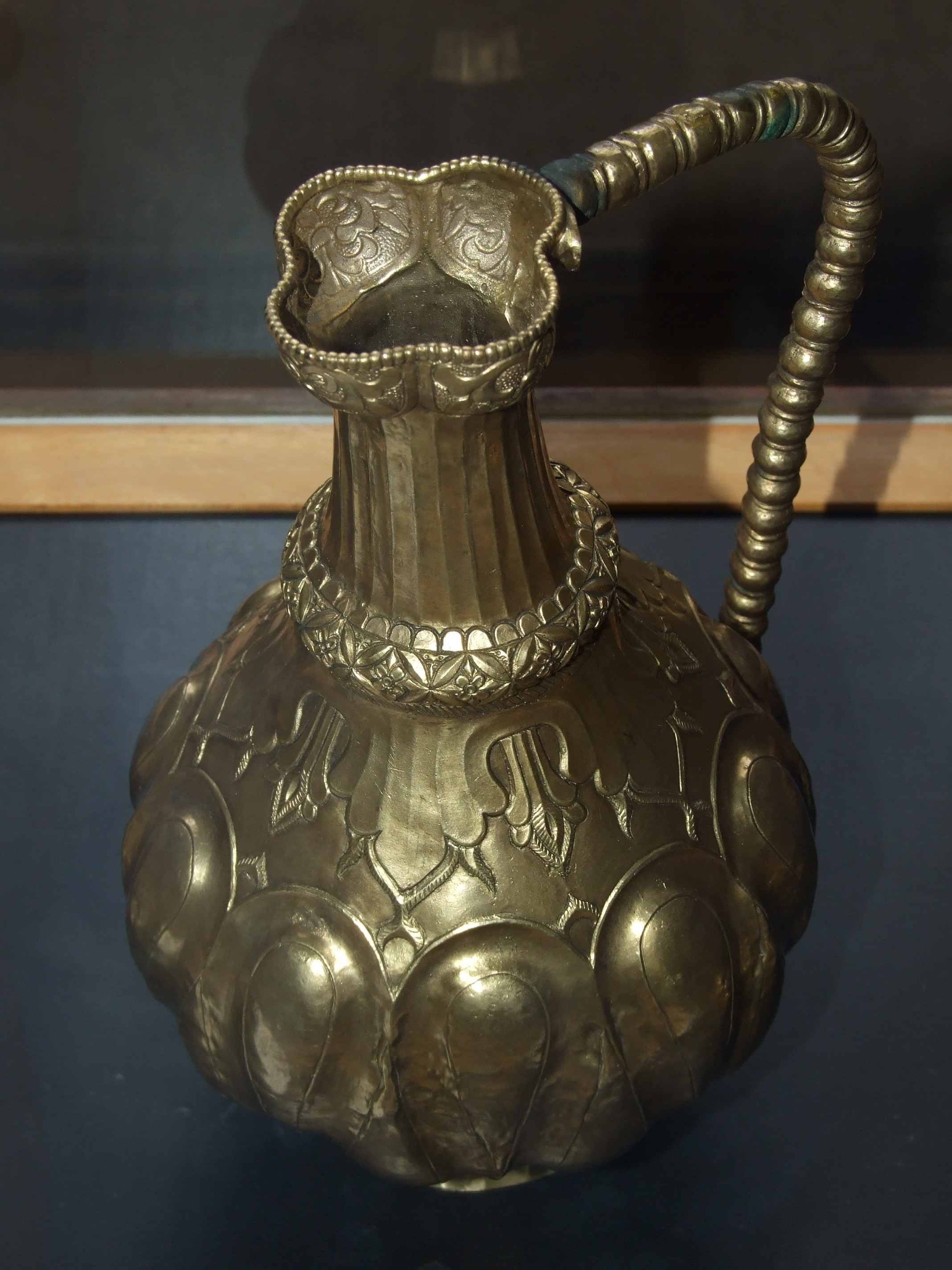
Awarische Amphore (Bronzeguss) aus dem späten 8. Jahrhundert

Bei der Ankunft der Awaren in der Pannonischen Tiefebene war ihre Wirtschaftsbasis die Viehzucht. Wichtigstes Zuchttier war das Pferd. Daneben züchteten sie auch Rinder, Schafe eines aus dem Osten mitgebrachten Typs, Ziegen, Schweine, Hühner und Gänse. Die Tiere waren Fleischlieferanten für die Ernährung, ebenso Milch und Milchprodukte. Seit Ende des 6. Jahrhunderts betrieben sie auch Ackerbau. Die Äcker lagen neben den Winterquartieren der Bevölkerung. Im Ackerbau wurden eiserne Sicheln und Hacken benutzt. Über die Bedeutung von Getreide für die Ernährung im Awarenreich ist wenig bekannt. Gejagt wurden Hirsch, Reh und Wildschwein. Auch Angeln wurden in Gräberfeldern (selten) gefunden. Fischfang hat also ebenfalls (vielleicht in geringerem Ausmaß) eine Rolle gespielt. Der Weinbau wurde bereits von den Römern in Pannonien eingeführt und von den Awaren weiter betrieben.
Das große Heer hatte einen enormen Bedarf an Eisen für Waffen und Pferdegeschirr. Über Bergbau und Hüttenwesen der Awarenzeit ist ebenfalls wenig bekannt. Das Eisen wurde jedenfalls großteils aus Raseneisenstein vor Ort hergestellt. In Zusammenhang mit der Salzgewinnung war das Gebiet zwischen Dornstadt und Jerischmarkt in Siebenbürgen relativ dicht besiedelt. Das Handwerk im Awarenreich deckte den Bedarf der Bevölkerung. Zum Teil wurden Handwerksprodukte in Hausindustrie hergestellt. Es gab aber auch Werkstätten. Hohes Niveau erreichte die Produktion im Bereich der Metallverarbeitung. Besonders hochwertige Produkte der Eisenwaffenerzeugung und des Pferdegeschirrs wurde höchstwahrscheinlich in den Höfen des Khagans und von Fürsten hergestellt.
Besonders hohes Ansehen genossen Goldschmiede. Im 8. Jahrhundert wurde die Technik des Bronzegusses im Awarenreich alleinherrschend. Weitere Bereiche des Gewerbes waren Bogenerzeugung, Sattler, Lederer, Töpferei, Textilherstellung und der Bau von Jurten. Im awarischen Binnenhandel spielte Geld als Zahlungsmittel keine Rolle.
Die Führungselite lebte im Hring des Khagans. Hierbei handelte es sich wahrscheinlich um eine feste, kreisförmig angelegte Palastsiedlung aus Zelten und Holzhäusern. Sie wurde 796 beim Angriff König Pippins von Italien geplündert und vollkommen zerstört. Überreste dieser Herrschaftsresidenz konnten bis heute nicht gefunden werden. Sie befand sich wahrscheinlich zwischen Donau und Theiss. Die lange Zeit geltende Vorstellung, das ganze Awarenreich sei von neun kreisförmigen Befestigungsanlagen (den sogenannten Ringen) umgeben, geht auf einen Bericht des Sankt Galler Mönches Notker I. zurück und ist heute überholt. Die Bezeichnung „Hring“ geht wahrscheinlich auf dasselbe Wort zurück wie das Wort „Hiung-nu“ für eine asiatische Befestigungsanlage.
Aufgrund nomadischer Traditionen wurde im Awarenreich beim Siedlungsbau eher geringer Aufwand betrieben. Prestigeobjekte waren weniger aufwändige Wohnhäuser als Pferde und Großvieh. Ihre Siedlungen lagen meist am Wasser. Die nomadisch lebenden Teile der Bevölkerung lebten vor allem in der Frühzeit des Reiches in Jurten. Im Lauf der Zeit lebte aber ein immer größerer Teil in sesshafter Lebensform. Das Gemeinvolk lebte dann in Grubenhäusern, die wahrscheinlich oft als Winterquartier genutzt wurden. Es wurden mehr als 50 awarische Siedlungen mit mehreren Hunderten von Grubenhäusern archäologisch erschlossen. Alle Fundorte wiesen zumeist quadratische Grubenhäuser auf, die mit Steinöfen ausgestattet waren. Es gab aber auch Häuser mit nicht eingetieften Fußböden sowie Häuser oder Hütten, die als provisorisches Quartier dienten. Die Verbreitung fester Häuser unterstützte auch der Umstand, dass der Filz der Jurten aufgrund der relativ häufigen Niederschläge im Karpatenbecken schnell verdirbt.

## Kunst, Kultur, Sprache

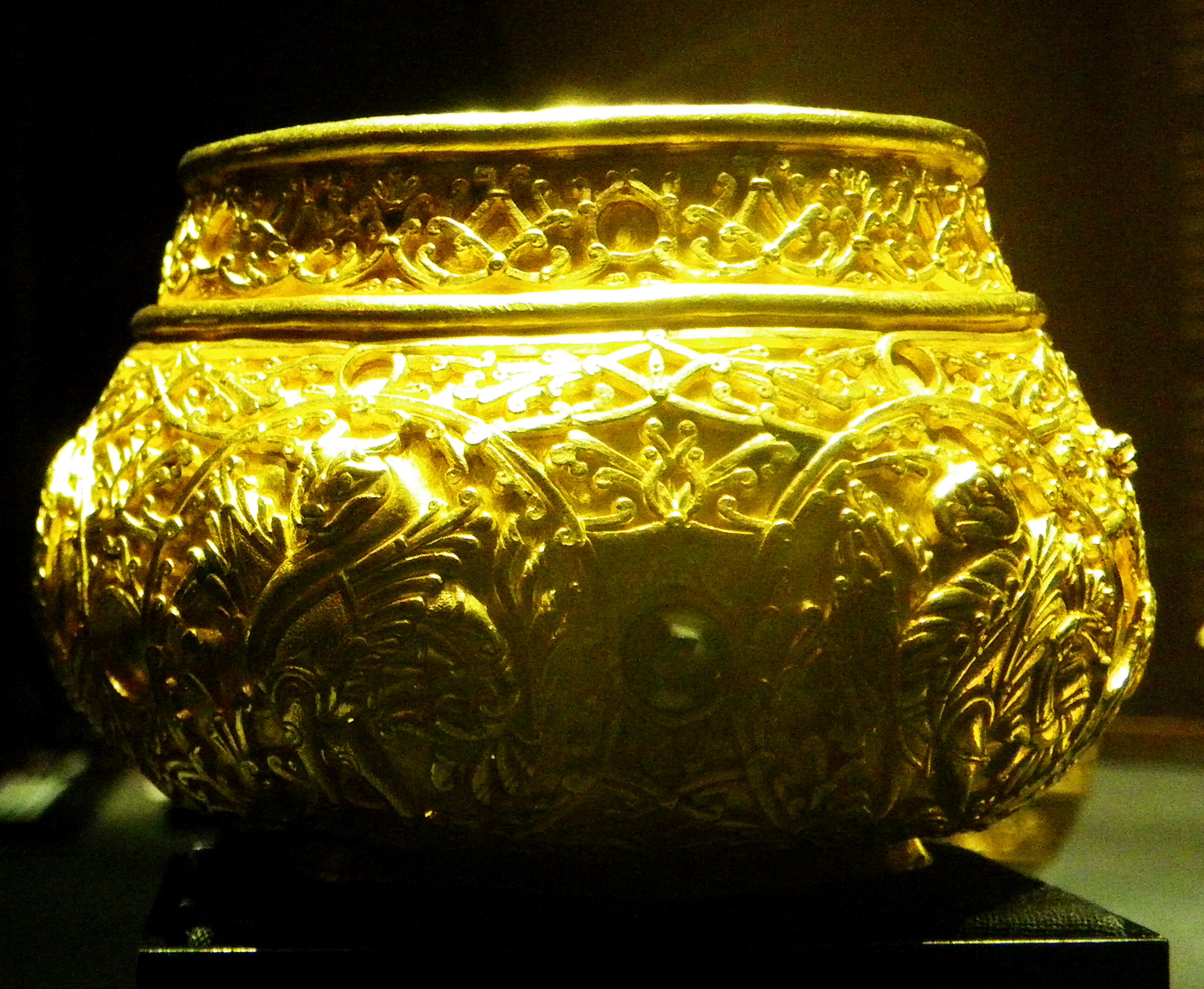
Die Goldgefäße des Schatzes von Nagyszentmiklós sind möglicherweise awarischen Ursprungs.

Die Awaren brachten den zentralasiatischen Bronzeguss nach Europa: Er zeichnet sich unter anderem durch Vergoldungen oder Versilberungen aus und breitete sich vom Awarischen Reich aus über Europa aus. Erst spät wird er von byzantinischem Kupferblech verdrängt. Die awarische Kunst des 8. Jahrhunderts zeigt eine Mischung aus asiatischem Tierstil, späthellenistischen und sassanidischen Elementen. Es wurden tausende Gürtelbeschläge mit Menschendarstellungen, Tierkampfszenen, schamanistischen Motiven, Pflanzenornamentik und Greiffiguren gefunden.
Die Kultur der Awaren in Hinblick auf Tracht, Waffen, Pferdegeschirr und Bestattungsbräuche wies zentralasiatische Elemente auf. Die byzantinisch-orientalisch orientierte Tracht der awarischen Führungsschicht bestimmte noch entscheidend die Mode des Adels der fränkischen Tributärfürstentümer mit überwiegend slawischer Bevölkerung des 9. Jahrhunderts im Bereich des ehemaligen Awarenreiches. Auf Bezüge zum Schamanismus weisen entsprechende Darstellungen auf Gürteln hin. Aus schriftlichen Quellen ist ein Hauptschamane am Hof des Khagans namentlich bekannt. Byzantinischen Quellen folgend sind aber auch buddhistische Glaubensvorstellungen denkbar. Über Musik und Lieder der Awaren gibt es schriftliche Überlieferungen bei Theophylakt. In Gräbern wurde die Doppelschalmei und ein der Harfe ähnliches Saiteninstrument gefunden. Wichtiges Status- und Erkennungszeichen der Awaren war der mehrteilig ausgeführte Gürtel. An diesen Gürteln konnte man die Abstammung und den militärischen Rang einer Person erkennen.
In awarischen Gräbern wurden bislang etwa ein Dutzend Knochenobjekte mit Runenbeschriftungen gefunden. Die Schrift entspricht dem Zeichenbestand auf den Goldgegenständen von Nagyszentmiklós. Möglicherweise gehen daher diese Goldfunde auf die Awaren zurück. Über die awarische Sprache ist aufgrund der dürftigen Überlieferungen nahezu nichts bekannt. Die bisherigen Einordnungsversuche können sich bislang nur auf einige wenige überlieferte Eigennamen, Titel und Landschaftsbezeichnungen stützen. Ob das gleichnamige Kaukasusvolk der Awaren bzw. präziser Neu-Awaren in der russischen Teilrepublik Dagestan Nachfahren eines Teils der historischen Awaren sind, ist umstritten. Der Sprachwissenschaftler Harald Haarmann hält es für möglich, dass Teile der awarischen Bevölkerung bei Einfällen nach Europa im Kaukasus blieben. Dort hätte sich ihre Kultur und Sprache an das Kaukasische angepasst. Haarmann warf auch die Frage auf, ob die Kenntnis der sibirischen Runenschrift möglicherweise mit den Awaren nach Europa gelangt und dort möglicherweise von den Ungarn übernommen sein könnte.

## Nachwirkungen

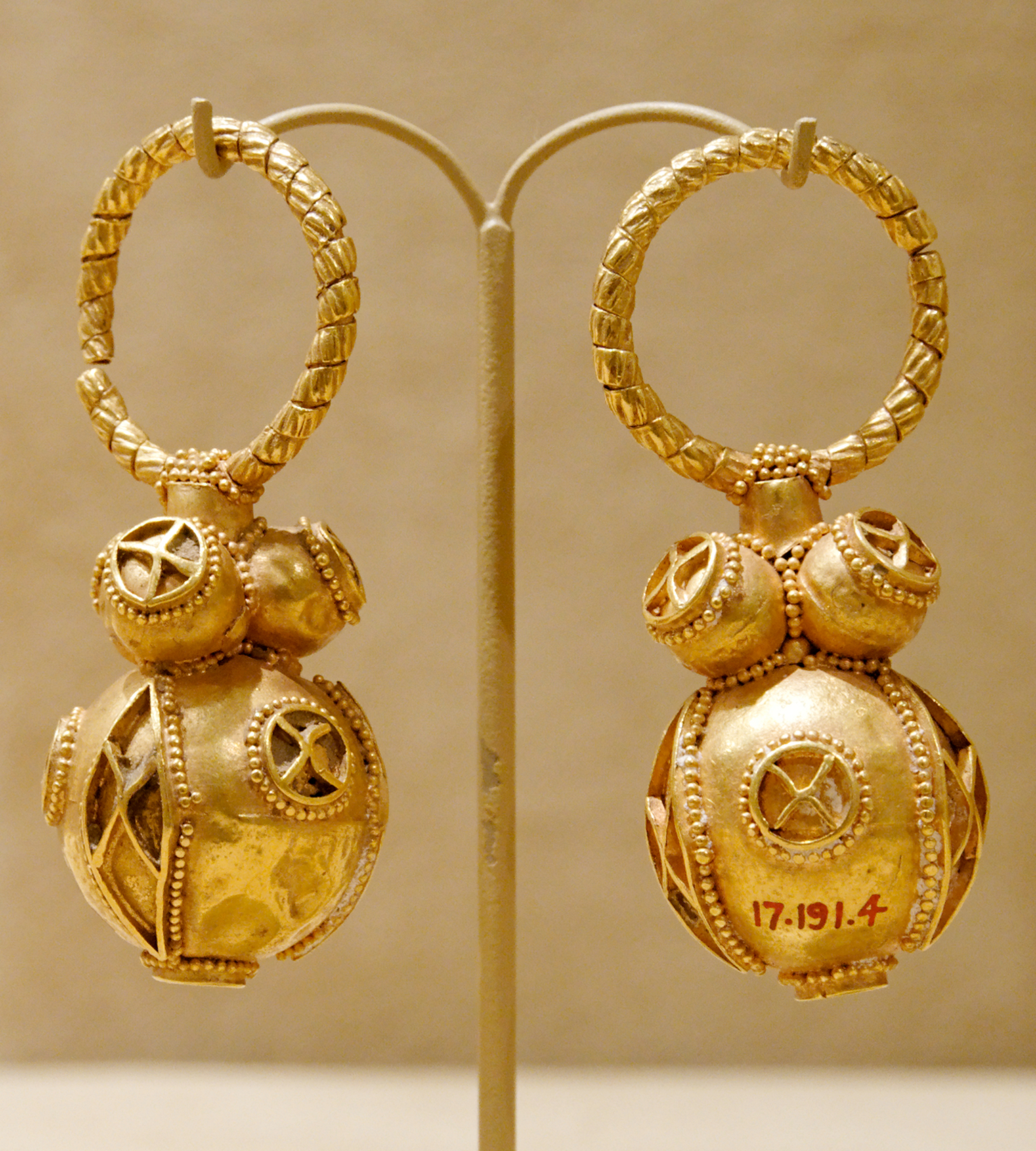
Aus einer awarischen Werkstatt: goldene Ohrringe mit großen Anhängern (ca. 550 bis 650 n. Chr.)

„Die awarische Herrschaft, deren Schwerpunkt auf dem Gebiete Ungarns lag, hat auf die Entwicklung der europäischen Kultur Auswirkungen gehabt, von denen unsere Geschichtsschreibung heute noch kaum die richtige Vorstellung hat.“ (Nándor Fettich, La Trouvaille de Tombe Princière Hunnique à Szeged-Nagyszeksos, 1953)
In kultureller Hinsicht sind awarische Einflüsse im 9. Jahrhundert beispielsweise noch im Plattensee-Fürstentum nachweisbar. Danach verliert sich die eigenständige awarische Identität und Kultur. Jedoch trugen die vornehmen Slawen auch nach dem Untergang des awarischen Reiches die typisch awarischen Zöpfe und charakteristischen Gürtel mit Nebenriemen. Bis in die Zeiten des byzantinischen Kaisers Konstantin VII. (reg. 913–959) leiteten manche Kroaten ihren Ursprung von den Awaren her und wurden daher auch als „Awaren“ bezeichnet. Molekulargenetische Untersuchungen an Y-Chromosomen in der Bevölkerung der kroatischen Insel Hvar zeigten Merkmale, die auf eine zentralasiatische Abstammung schließen lassen.
Die Bezeichnung Banat und der Titel Ban werden von den meisten Wissenschaftlern auf den awarischen Khagan Baian zurückgeführt. Möglicherweise steht auch der slawische Titel Župan mit Baian in Verbindung. Geographische Bezeichnungen wie Avaria, provincia Avarorum und sogar regnum Avarorum blieben noch bis ins späte 9. Jahrhundert eine gebräuchliche Bezeichnung für die Regionen östlich der Enns. Darüber hinaus haben zahlreiche Orts- und Personennamen noch bis heute einen awarischen Ursprung, insbesondere in Ungarn und Österreich, aber zum Beispiel auch in Bayern (Kirchkagern, Kagen, Kaging, Tarchant etc.).
Aber die awarische Kultur beeinflusste nicht nur das Leben in ihrem eigenen Reich. Awarische Mythen hatten Einfluss auf die germanische und slawische Sagenwelt. Fast alle germanischen Völker übernahmen von den Awaren das verzierte Zaumzeug für Pferde und die Mode der vielteiligen Gürtelgarnituren mit kunstvoll gestalteten Zierbeschlägen am Gürtel selbst sowie an den Riemenzungen. Ohrringe mit großen Anhängern und einige andere Schmuckformen kamen ebenfalls über das Awarische Reich in die Modewelt Europas.
Obwohl die Awaren auf einem ähnlichen geographischen Raum viel länger regierten als die Hunnen, gingen sie nicht in die politische Legendenbildung ein. Wurde etwa bei den nachfolgenden Ungarn und Bulgaren Wert auf politische und dynastische Verbindungen mit den Hunnen gelegt, blieben an die Awaren keine mythischen Erinnerungen erhalten – mit einer winzigen Ausnahme, die ohne historische Realität besteht: Das vom awarischen Volksnamen hergeleitete altrussische abroi bedeutet „Riesen“. Die Ursache für dieses Zurückbleiben der Wahrnehmung der Awaren hinter jener der Hunnen liegt in der Verwechslung dieser beiden Völker in der germanischen Berichterstattung des 9. und 10. Jahrhunderts.

## Kriegführung und Militär
Die Einführung des eisernen Steigbügels und des Säbels in Europa wird auf die Awaren zurückgeführt. Der eiserne Steigbügel ermöglichte es dem Reiter, Pfeile in alle Richtungen abzuschießen und einen schweren panzerbrechenden Speer eingelegt zu führen. Die awarischen Krieger brachten außerdem bewegliche Lamellenpanzer und Panzer für die Pferdebrust nach Europa. Diese militärischen Ausrüstungen wurden von den abendländischen Armeen übernommen und fanden so über die Awaren Eingang in das spätere Rittertum. Besonders häufig kopiert wurden awarische Technologien vom byzantinischen Heer. Im Strategikon des Maurikios werden sowohl die Bewaffnung der Awaren (1. Buch), ihre Tapferkeit und Gewandtheit im Krieg (2. Buch) wie auch ihre Taktiken (2. und 11. Buch) detailliert beschrieben und ihre Nachahmung empfohlen, zum Beispiel die Aufstellung der Reiter je nach ihrer Funktion in der Schlacht oder die Zurückbehaltung einer Reserve.
Die „awarischen Panzerreiter, denen kein einziger Gegner – das byzantinische Heer nicht ausgenommen – erfolgreichen Widerstand zu leisten vermochte“ werden heute als Musterbeispiel für den Einfluss von Technologien auf den Wandel einer Gesellschaft, vor allem aber für die Entstehung des europäischen Rittertums des späten Frühmittelalters und des Hochmittelalters betrachtet. Neben den oben bereits genannten Technologien brachten die Awaren z. B. nach dem Strategikon die Bootsbrücken und nach der Suda z. B. den gefransten Halsschutz und die für die Ritter des Hochmittelalters geradezu typischen Tuniken, die während des Rittes über die Knie reichten, nach Europa. «Zugleich prächtig und nützlich» fanden die Oströmer die awarischen Zelte, die sie ebenfalls bald nachahmten.
Nicht so häufig kopiert wie andere Taktiken und Technologien wurden die Gruppierung der Armee in Tausendschaften und Zehntausendschaften sowie die strenge militärische Organisation der Awaren, welche nichtsdestoweniger mindestens ebenso entscheidend zu ihren militärischen Erfolgen beigetragen haben.
Schwächen hatten die awarischen Heere insbesondere, wenn sich der Feind nicht dem Kampf stellte: Belagerungsmaschinen bauten sie erst ab etwa 586. Auch das letztendliche Scheitern der Belagerung von Konstantinopel im Jahr 626 wird dieser Schwäche zugeschrieben: Die awarische „Wunderwaffe“, der gepanzerte Reiter, konnte nicht zum Einsatz gebracht werden.